# Phaidros

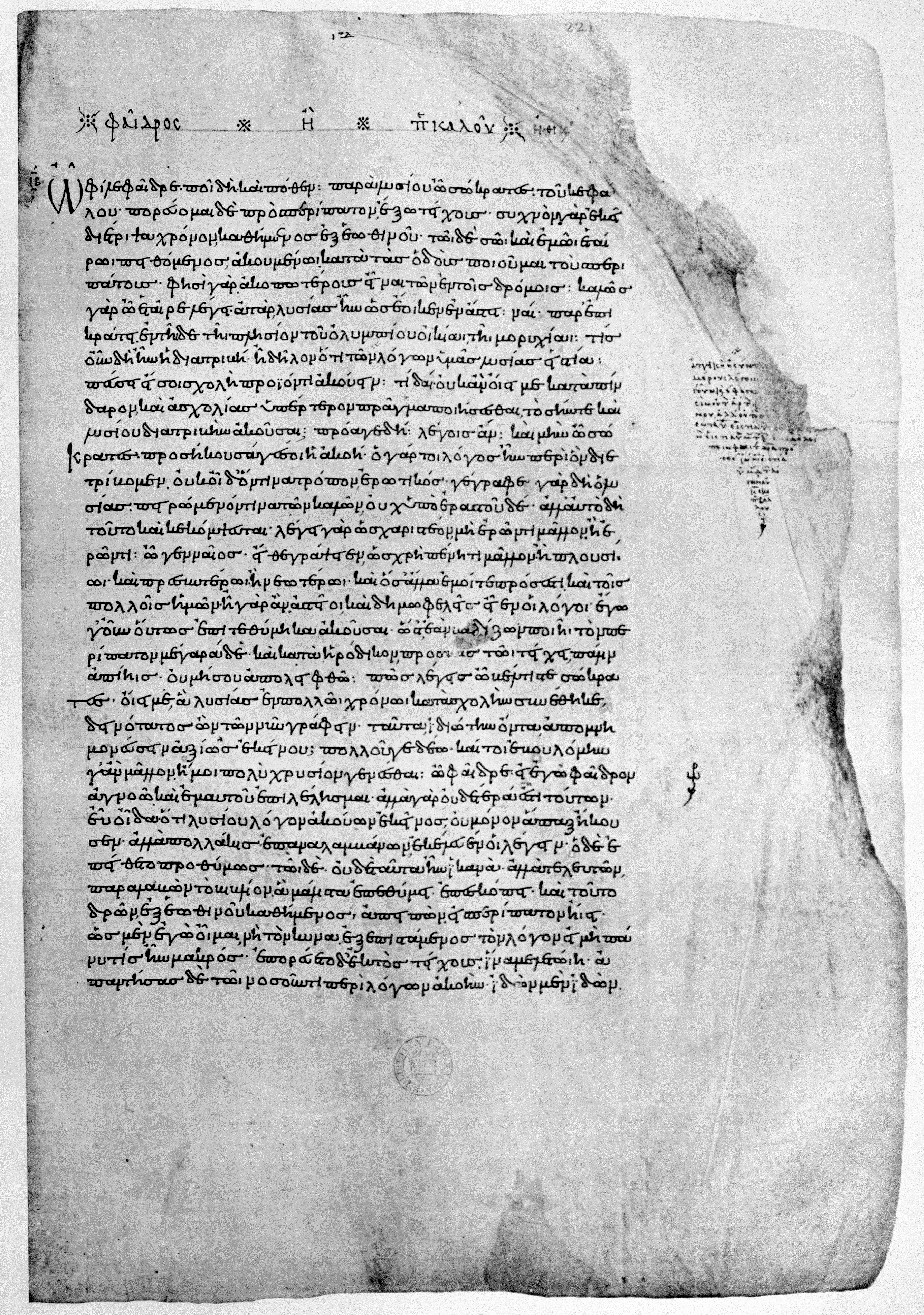
Der Anfang des Phaidros in der ältesten erhaltenen mittelalterlichen Handschrift, dem 895 geschriebenen Codex Clarkianus (Oxford, Bodleian Library, Clarke 39)

Der Phaidros (altgriechisch Φαῖδρος Phaídros, latinisiert Phaedrus) ist ein in Dialogform verfasstes Werk des griechischen Philosophen Platon. Wiedergegeben wird ein fiktives, literarisch gestaltetes Gespräch von Platons Lehrer Sokrates mit seinem Freund Phaidros, nach dem der Dialog benannt ist.
Das Thema ist die Kunst des sprachlichen Ausdrucks, die in der Rhetorik machtvoll zur Geltung kommt. Dabei geht es um das Verhältnis zwischen rhetorischer Überzeugungskraft und philosophischer Wahrheitsfindung. Auch der Gegensatz zwischen mündlicher und schriftlicher Mitteilung wird erörtert. Den konkreten Anlass der Diskussion bietet eine rhetorisch gestaltete Schrift des Lysias, eines berühmten Redenschreibers, die Phaidros mitgebracht hat und vorliest. Lysias vertritt die Ansicht, die Liebesleidenschaft sei eine schlechte Voraussetzung für eine Freundschaft; daher sei es besser, mit einem Nichtverliebten befreundet zu sein. Sokrates trägt aus dem Stegreif eine alternative Stellungnahme vor, in der er ebenfalls vor den schädlichen Wirkungen der Verliebtheit warnt. Anschließend distanziert er sich aber von dieser Sichtweise und plädiert eindringlich für die gegenteilige Auffassung. Nunmehr wirbt er für ein tieferes Verständnis der erotischen Leidenschaft, die er als einen irrationalen Gemütszustand göttlichen Ursprungs bestimmt. Solcher „Wahnsinn“ sei nicht negativ zu bewerten. Vielmehr handle es sich um eine Ergriffenheit der Seele. Dabei werde die Seele von der gewaltigen Macht ihrer Sehnsucht nach dem Schönen angetrieben.
Sokrates veranschaulicht seine Deutung des erotischen Begehrens mit einer mythischen Erzählung vom Schicksal der unsterblichen Seele im Jenseits. Dem Mythos zufolge lenkt die geflügelte Seele ihren Seelenwagen durch das Himmelsgewölbe. Den Wagen ziehen zwei ebenfalls geflügelte Pferde, ein gehorsames und ein störrisches, deren Verschiedenartigkeit die Wagenlenkung stark erschwert. Sofern die Seele nicht abstürzt oder anderweitig scheitert, kann sie einen „überhimmlischen Ort“ erreichen, wo sie die „platonischen Ideen“ wahrnimmt, darunter die Idee des Schönen, das heißt das Urbild alles Schönen. Wenn sie später im Verlauf der Seelenwanderung einen menschlichen Körper annimmt, erinnert sie sich beim Anblick schöner Gestalten undeutlich an dieses prägende Erlebnis und wird daher von erotischer Begierde ergriffen. Das eigentliche, unbewusst erstrebte Ziel ihrer Sehnsucht ist aber nicht ein einzelner schöner Körper, sondern die göttliche Schönheit jenseits des Himmels, die das körperliche Auge nicht sieht.
Schon in der Antike wurde der Phaidros breit rezipiert. In der Geistesgeschichte der Neuzeit fanden die Schilderung der erotischen Ergriffenheit und die mythische Darstellung des Schicksals der Seele starken Widerhall. In der neueren Forschung stoßen Platons grundsätzliche Überlegungen zur Wissensvermittlung auf besonderes Interesse.

## Ort und Zeit

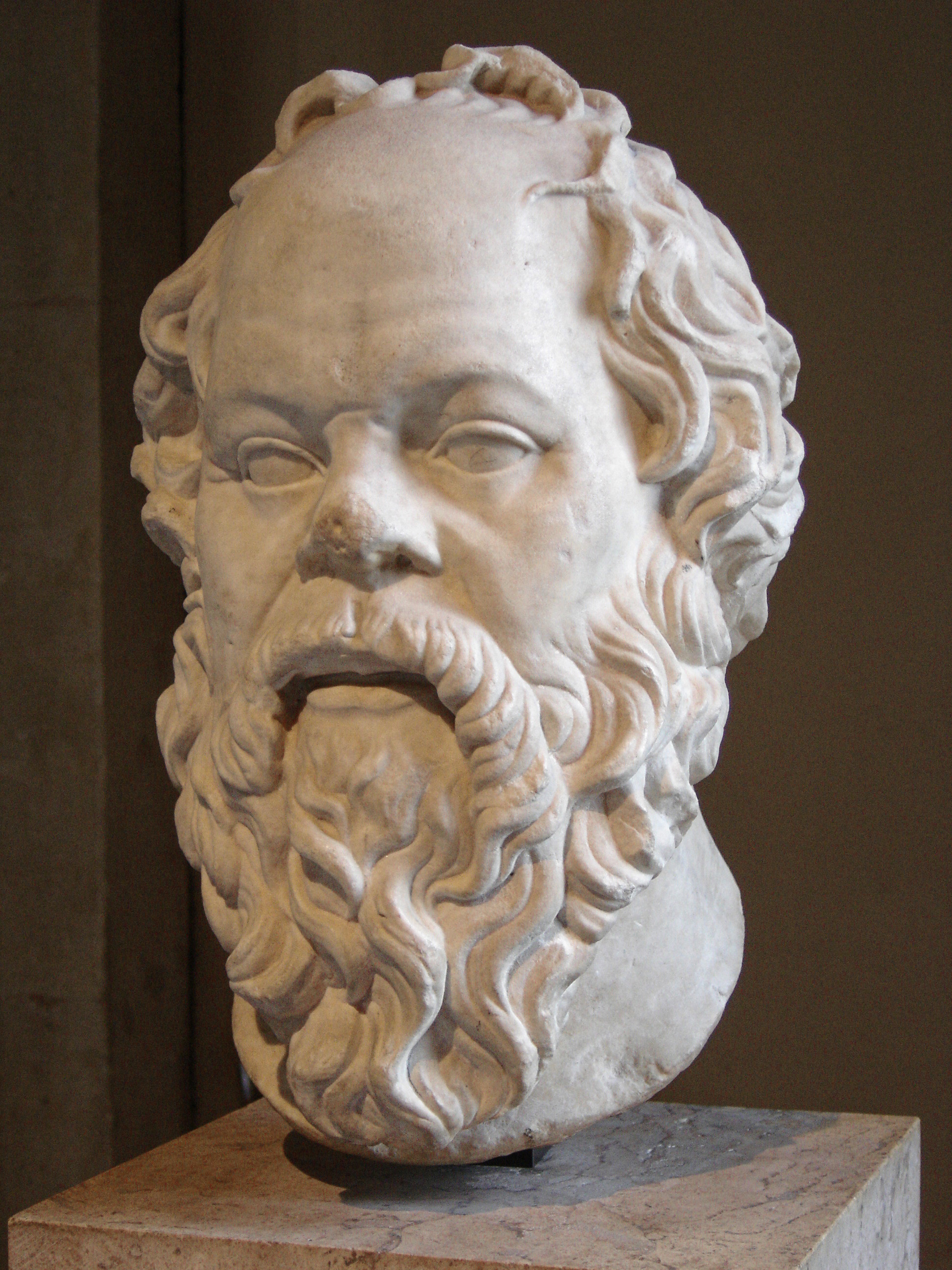
Sokrates (römische Büste, 1. Jahrhundert, Louvre, Paris)

Eine Rahmenhandlung fehlt, das fiktive Dialoggeschehen setzt unmittelbar ein und wird durchgängig in direkter Rede mitgeteilt. Das Gespräch beginnt in Athen, der Heimatstadt der beiden Männer, und wird dann in der Umgebung der Stadt fortgesetzt. Phaidros hat im Haus des Tragödiendichters Morychos in der Nähe des Olympieions, des großen Tempels des olympischen Zeus, die Ausführungen des Lysias gehört und will sich nun zu einem Spaziergang aufs Land begeben. Auf der Straße trifft er zufällig Sokrates, der sich entschließt ihn zu begleiten. Am Ufer des Flüsschens Ilissos südlich der Stadtmauer lassen sie sich nieder; dort findet der philosophische Dialog statt. Der Ort kann genauer bestimmt werden, denn das nahe Heiligtum des Gottes Pan, auf das Sokrates am Ende des Dialogs indirekt Bezug nimmt, ist identifiziert worden; dort wurde 1759 ein Relief aus dem 4. Jahrhundert v. Chr. gefunden.
Der Zeitpunkt der Dialoghandlung ist unklar. Er lässt sich nur annähernd bestimmen, da nur wenige chronologisch relevante Angaben vorliegen, die zum Teil nicht leicht miteinander zu vereinbaren sind. Auf historische Stimmigkeit legte Platon keinen Wert, er machte hier – wie auch in anderen Werken – von seiner literarischen Gestaltungsfreiheit Gebrauch. Da Phaidros ab 415 v. Chr. rund ein Jahrzehnt lang nicht in Athen war und Sokrates im Jahr 399 v. Chr. hingerichtet wurde, ist entweder an eine Zeit vor 415 oder an eines der letzten Lebensjahre des Sokrates zu denken. Die berühmten Tragödiendichter Sophokles und Euripides, die beide 406 gestorben sind, werden im Dialog so erwähnt, dass der Eindruck entsteht, sie seien noch am Leben. Dies könnte für eine Datierung vor 415 sprechen. Damit schwer vereinbar sind jedoch Bemerkungen des Sokrates über den 436/435 geborenen Redner Isokrates. Dieser wird zwar als noch jung bezeichnet, ist aber offenbar schon mit beachtlichen Leistungen hervorgetreten. Hinzu kommt, dass Lysias, dem Phaidros am Tag des Dialogs zugehört hatte, erst ab 412/411 seinen Wohnsitz in Athen hatte. Daher ist eine widerspruchsfreie Datierung schwierig. Die in der Forschung erwogenen Ansätze schwanken zwischen ca. 420 und dem Ende des 5. Jahrhunderts v. Chr., wobei Unstimmigkeiten in Kauf genommen werden.

## Die Teilnehmer
Die Dialogfigur Sokrates zeigt im Phaidros Merkmale, die den Lesern anderer Dialoge Platons vertraut sind: Er ist an der erotischen – das heißt in seinem Milieu: homoerotischen – Thematik stark interessiert und bringt auf diesem Gebiet beträchtliche Erfahrung mit. Da er Phaidros philosophisch weit überlegen ist, lenkt er das Gespräch in seinem Sinne und streut dabei wie gewohnt gern ironische Bemerkungen ein. Als Asket ist er wie immer barfuß unterwegs. Er ist ein naturferner Stadtmensch; in der freien Landschaft außerhalb der Stadtmauern, die er kaum je aufsucht, verhält er sich wie ein Fremdling. Zwar findet er lobende Worte für die Lieblichkeit der Natur am Rastplatz, doch bringt er kein wirkliches Interesse für sie auf. Nur wegen der Aussicht auf ein fruchtbares Gespräch ist er mitgegangen; er bezeichnet sich als lernbegierig und stellt fest: „Die Landschaft und die Bäume wollen mich nichts lehren, wohl aber in der Stadt die Menschen“. Ihm geht es um seine Lieblingsthemen, auf die er zielbewusst hinsteuert: die Beschaffenheit der menschlichen Seele, ihre Unsterblichkeit und ihr Schicksal nach dem Tod, das Streben nach Schönheit, die Erlangung und Vermittlung philosophischen Wissens sowie die Rolle der Beredsamkeit und deren Verhältnis zur Wahrheitssuche. Wie auch in anderen Dialogen nutzt er die Gelegenheit, seinen Gesprächspartner zu unablässigen Bemühungen auf der Suche nach echter Erkenntnis zu ermuntern und zu einer konsequent philosophischen Denk- und Lebensweise anzuregen. Dabei nimmt er auf die begrenzte Einsicht des Phaidros Rücksicht, indem er sich nicht auf zu anspruchsvolle Fragen einlässt.
Platon lässt hier seinen Sokrates die auch in anderen Dialogen thematisierte Ideenlehre vertreten, bei der es sich um platonisches Gedankengut handelt, das dem historischen Sokrates fremd war. Unter philosophiegeschichtlichem Gesichtspunkt ist zu beachten, dass generell die Ansichten, die Platon seiner Dialogfigur Sokrates in den Mund legt, nicht mit denen des historischen Vorbilds übereinstimmen müssen. Manche Eigenheiten der literarischen Gestalt dürften aber denen der geschichtlichen entsprechen, etwa ihre Naturferne und asketische Haltung und die Konzentration ihrer Aufmerksamkeit auf seelische und zwischenmenschliche, insbesondere erotische Belange.
Phaidros ist auch außerhalb von Platons Werken bezeugt. Es handelt sich um eine historische Person, einen vornehmen Athener aus dem Demos Myrrhinous, der tatsächlich zum Umkreis des Sokrates gehörte. Er wurde um die Mitte des 5. Jahrhunderts geboren, war also rund zwei Jahrzehnte jünger als Sokrates. Seine Frau, eine Enkelin des Feldherrn Xenophon, war zugleich seine Cousine.
Unliebsames Aufsehen erregte der historische Phaidros durch seine Verwicklung in einen Skandal, der im Jahr 415 das politische Leben Athens erschütterte. Junge Männer hatten in Privathäusern die Mysterien von Eleusis parodierend nachgeahmt und dadurch profaniert. Das wurde als schweres Verbrechen gegen die Religion strafrechtlich verfolgt. Phaidros gehörte zu den Personen, die der Beteiligung an dem Religionsfrevel beschuldigt wurden. Er wartete ebenso wie andere Tatverdächtige ein Gerichtsverfahren nicht ab, sondern floh ins Exil. Seine Verurteilung in Abwesenheit ist inschriftlich bezeugt. Sein Besitz wurde konfisziert. Später profitierte er jedoch von einer Amnestie und durfte zurückkehren.
In Platons Dialog ist Phaidros zwar philosophisch interessiert, doch verfügt er offenbar auf diesem Gebiet über wenig Erfahrung und Kompetenz. Die Mythen des griechischen Volksglaubens betrachtet er mit Skepsis. Seine Bewunderung für die Rhetorik des Lysias lässt erkennen, dass er für die Macht der Beredsamkeit empfänglich und daher manipulierbar ist. Er ist begeisterungsfähig, neigt zu einem vorschnellen Enthusiasmus und zu kritikloser Bewunderung dessen, was ihn beeindruckt hat. Die Autorität anerkannter Fachleute bedeutet ihm viel. Auffallend ist seine Besorgnis um seine Gesundheit; den Spaziergang unternimmt er auf ärztlichen Rat. Sokrates möchte ihn dazu bringen, sich nicht nur um die körperliche, sondern auch um die seelische Gesundheit zu kümmern.
Platon ließ Phaidros auch in seinem berühmten Dialog Symposion auftreten. Dort ist Phaidros einer der Redner, die versuchen, das Wesen des Eros zu beleuchten und zu würdigen. Seine Ausführungen lassen seine Beherrschung der Redekunst und seine gute Bildung erkennen.

## Inhalt

### Die Einleitung
Zufällig begegnet Sokrates auf der Straße seinem Freund Phaidros, der zuvor eine Probe der Redekunst des berühmten Logographen (Redenschreibers) Lysias gehört hat und nun einen Spaziergang unternimmt. Sokrates entschließt sich, den Freund zu begleiten. Lysias hat, wie Phaidros nun berichtet, über Liebesbeziehungen gesprochen, das heißt über die in der Oberschicht Athens üblichen homoerotischen Bindungen. Zu diesem Thema hat Lysias die Ansicht vertreten, es sei nicht ratsam, der Werbung eines Verliebten nachzugeben. Besser sei es, sich mit jemandem zu befreunden, der von Liebesleidenschaft frei sei. Phaidros, ein begeisterter Bewunderer der Redekunst des Lysias, hat sich das Manuskript aushändigen lassen. Die beiden Spaziergänger verlassen die Stadt. Unter einer Platane rasten sie in einer reizvollen Umgebung, und Phaidros liest den Text des Lysias vor.

### Der Text des Lysias
Der fiktive Sprecher, dem Lysias seine rhetorisch gestaltete Darlegung in den Mund legt, ist jemand, der um die Freundschaft eines Jugendlichen oder jungen Mannes wirbt, ohne in ihn verliebt zu sein. Er versucht den Umworbenen davon zu überzeugen, dass eine Freundschaft ohne erotische Begierde einer Liebesbeziehung vorzuziehen sei. Seine Hauptargumente lauten: Liebesleidenschaft erkaltet eines Tages, und dann bereut man die Wohltaten, die man dem Geliebten erwiesen hat. Wer hingegen nicht vom Eros beherrscht und gesteuert wird, der wird seine Gesinnung nicht ändern, denn er hat seinen Freund aus freiem Entschluss gefördert, nicht unter dem Zwang eines zeitweiligen erotischen Drangs. Er ist somit zuverlässiger als ein Verliebter. Der Verliebte bringt zunächst Opfer und nimmt Mühen und Nachteile auf sich, um der begehrten Person gefällig zu sein. Dabei handelt er aber nicht uneigennützig, denn aus seinen Leistungen leitet er Ansprüche ab. Ein Nichtverliebter hat zu einer solchen fordernden und berechnenden Einstellung keinen Anlass. Außerdem kann sich der Erotiker jederzeit in jemand anderen verlieben und ist dann sogar bereit, seinen früheren Geliebten schlecht zu behandeln, wenn der neue das wünscht. Hinzu kommt, dass man, wenn man einen verliebten Freund haben will, von vornherein nur eine relativ kleine Auswahl hat; wer einen Nichtverliebten als Freund vorzieht, der hat die Wahl aus vielen und kann sich für den passendsten von ihnen entscheiden. Überdies werden Liebesbeziehungen in der Öffentlichkeit beobachtet, zumal Verliebte gern der Umwelt mit ihrem erotischen Erfolg imponieren; das kann leicht Anstoß erregen und zu Klatsch und übler Nachrede führen. Ein Verliebter ist empfindlich und eifersüchtig; er will seinen Geliebten für sich allein besitzen und versucht daher, ihn dem gewohnten Umfeld zu entfremden, was zur Isolation oder zu Streitigkeiten führen muss. Leicht gerät der Verliebte wegen Kleinigkeiten in heftige Erregung. Da seine Urteilskraft durch seine Leidenschaft getrübt ist, äußert er sich nicht unbefangen und sachgerecht, sondern redet seinem Geliebten nach dem Mund. Er lobt ihn grundlos und wagt nicht, ihm zu widersprechen. Damit fördert er ihn aber nicht. Daher ist er ein schlechter Ratgeber und kein echter Freund.

### Die erste Rede des Sokrates und seine Selbstkritik
Während Phaidros von dem Text des Lysias begeistert ist, ist Sokrates zu einer kritischen Einschätzung gelangt. Er meint, schon Besseres zum Thema gehört zu haben, und erklärt sich schließlich bereit, improvisierend eine alternative „Rede“ vorzutragen. Dabei handelt es sich um einen rhetorisch gestalteten, aber fiktiv nur für einen einzigen Zuhörer bestimmten Text. Sokrates lässt einen schlauen Verliebten als Sprecher auftreten. Dieser gibt vor, nicht verliebt zu sein, und schildert dem jungen Burschen, den er begehrt, die Vorzüge einer nichterotischen Freundschaft.
Wie der fiktive Sprecher zunächst feststellt, kann man nur dann sinnvoll über die Bewertung von etwas reden, wenn man verstanden hat, was es ist, und wenn hierüber Einigkeit erzielt ist. Wenn es um den Nutzen oder Schaden der Verliebtheit geht, muss man sich also zuerst klarmachen, was Verliebtheit ist. Zweifellos ist sie ein Begehren, das sich auf die Schönheit der geliebten Person richtet. Aber auch Nichtverliebte begehren Schönes. Der Unterschied besteht darin, dass der Verliebte von dem angeborenen Trieb, der ihn zu dem begehrten Vergnügen zieht, überwältigt wird und dadurch der Maßlosigkeit verfällt; er verliert die Herrschaft über sich selbst. Anders ist die Lage des Nichtverliebten: Er bewahrt seine Selbstkontrolle und büßt daher seine Urteilskraft nicht ein, sondern kann rational einschätzen, was das jeweils Beste ist, und sich dafür entscheiden.
Ein weiterer Nachteil der Erotik ergibt sich aus dem besitzergreifenden Charakter der Verliebten. Wer dem Eros verfallen ist, will die begehrte Person unter seiner Kontrolle haben. Zu diesem Zweck versucht er sie in einem Zustand der Unwissenheit, Unterlegenheit und Unselbständigkeit zu halten. Aus der Sicht des Verliebten ist es daher erwünscht, dass der Geliebte in jeder Hinsicht schwach und abhängig ist. Er soll lieber arm als reich sein, lieber verweichlicht und unfähig als abgehärtet und tüchtig und am besten ohne Familie, da Familienangehörige dem Verliebten in die Quere kommen könnten. Der Erotiker will ständig mit seinem Geliebten zusammen sein, wodurch er ihn einengt und ihm auf die Dauer lästig wird. Wenn die Liebesleidenschaft – eine Form von Wahnsinn – endet, sind dem Liebhaber seine einstigen Versprechungen und Schwüre nur noch peinlich, und er versucht, den eingegangenen Verpflichtungen zu entkommen. Dann kommt es zu üblem Zerwürfnis. Der Verliebte ist nicht wirklich wohlwollend, sondern er liebt den Geliebten so wie der Wolf das Lamm.
Damit beendet Sokrates seine Rede, obwohl Phaidros gern noch etwas über die Vorzüge der Nichtverliebten gehört hätte. Sokrates möchte aufbrechen, entscheidet sich dann aber zu bleiben, da ihm plötzlich sein Daimonion – eine innere Stimme – eingegeben hat, dass er einen Fehler begangen hat, den er sogleich berichtigen sollte. Er hat alle Verliebten pauschal als selbstsüchtig, missgünstig und töricht dargestellt und damit den Hochherzigen und Edlen unter ihnen Unrecht getan. Zudem hat er den Einfluss des Eros als durchweg schädlich beschrieben; Eros ist aber eine Gottheit, und alle Götter sind nach Sokrates’ Überzeugung gut und niemals Urheber von Schlechtem. Somit hat sich Sokrates ebenso wie Lysias an der Gottheit versündigt. Dies will er nun wiedergutmachen, indem er ein Plädoyer für die gegenteilige Auffassung hält und die Liebe verherrlicht.

### Die zweite Rede des Sokrates
Die Neubewertung des Eros
An der Bezeichnung des erotischen Affekts als manía („Wahnsinn“) hält Sokrates weiterhin fest. Was sich aber grundlegend ändert, ist seine Bewertung dieses Zustands. Die manía als Gegenteil von Nüchternheit, Verständigkeit und Leidenschaftslosigkeit ist, wie Sokrates nun ausführt, keineswegs immer negativ zu beurteilen. Der Begriff bezeichnet nicht nur in abwertendem Sinn Wahnsinn, Tollheit und Raserei, sondern auch eine Verzückung und Begeisterung, die ein Zeichen göttlicher Gunst ist. So ist beispielsweise der entrückte Zustand der Prophetinnen und Priesterinnen, die weissagen, Orakel verkünden und beraten, eine Form von manía. Solche göttliche manía enthüllt verborgenes Wissen und weist Kranken den Weg zur Heilung. Eine andere Erscheinungsform davon ist die Inspiration, die begnadete Dichter zu ihren außerordentlichen Leistungen befähigt. Der Enthusiasmus, den diese Göttergabe herbeiführt, ist dem nüchternen Verstand, der menschlichen Ursprungs ist, überlegen. Dies zeigt sich etwa darin, dass ein Dichter, der nur über ein „technisches“ Wissen, über „handwerkliche“ Fertigkeiten verfügt, nie etwas Bedeutendes hervorbringt; alle großen Dichter sind göttlich inspiriert. Somit ist eine differenzierte, unvoreingenommene Beurteilung der außergewöhnlichen Gemütszustände erforderlich.
Die Ewigkeit der Seele
Da von seelischen Phänomenen die Rede ist, muss man sich zunächst über die Beschaffenheit der Seele Klarheit verschaffen. Die Seele ist imstande, sich unablässig aus eigener Kraft zu bewegen, sie bedarf dazu nicht wie unbelebte Objekte eines äußeren Anstoßes. Sie ist selbst der Ursprung von eigener und fremder Bewegung und damit der Ursprung ihrer eigenen Lebensäußerungen. Sie lebt nicht, weil etwas anderes sie belebt, sondern aufgrund ihrer eigenen Natur. Daraus ist ersichtlich, dass sie unsterblich ist, das heißt, dass sie – wie alles Ursprüngliche und Autarke – dem Bereich des Ungewordenen und Unvergänglichen angehört.
Der Mythos vom Seelenwagen
Was das Wesen der Seele betrifft, greift Sokrates zwecks Veranschaulichung zu einem mythischen Gleichnis. Er vergleicht die Seele mit einem Zweigespann von zwei geflügelten Pferden, die einen Wagen mit einem ebenfalls geflügelten Wagenlenker ziehen. Der Lenker durchstreift mit seinem Wagen das ganze Himmelsgewölbe. Das ist die Tätigkeit menschlicher Seelen, die sich ohne Körper frei im Himmel bewegen. Auch die Seelen der Götter kann man sich so vorstellen. Der Unterschied zwischen ihnen und den menschlichen Seelen besteht darin, dass bei den Göttern sowohl Wagenlenker als auch Pferde von einwandfreier Beschaffenheit sind, wohingegen bei den Menschen eines der Pferde tüchtig, das andere jedoch von schlechtem Naturell und widerspenstig ist. Daraus ergeben sich für den menschlichen Wagenlenker große Schwierigkeiten.
Entscheidend ist die Qualität der Flügel, deren Kraft das Schwere emporhebt. Wenn die menschliche Seele ihr Gefieder nicht richtig nährt, verliert sie es, was zur Folge hat, dass sie vom Himmel herabstürzt und zur Erde fällt. Dort erhält sie dann einen irdischen Körper als Wohnstätte, und so entsteht ein Mensch als beseeltes Wesen. Das bedeutet für die Seele „Mühe und Kampf bis zum Äußersten“, da sie sich in dieser fremden Umgebung behaupten muss. Ganz anders ergeht es den Seelen, denen es gelingt, ihr Gefieder zu behalten. Sie können im Gefolge der Götter den Himmel durchfahren und den Anblick von allem, was es dort zu sehen gibt, genießen. Eine Schar von Göttern, geführt vom Göttervater Zeus, unternimmt mit ihren Wagen gemeinsam einen großen Zug durch die himmlischen Gefilde. Die menschlichen Seelen schließen sich dem Götterzug an, soweit sie dazu fähig sind. Im Gefolge der Götter erreichen sie nach steiler Fahrt die Spitze des Himmelsgewölbes. Dieses wird hier als hohle, am Rand durchlässige Kugel mit der Erde als Mittelpunkt aufgefasst. Am höchsten Punkt der Weltkugel stellen sich die Götter mit ihren Gespannen auf die Oberfläche des Himmelsgewölbes. Dazu sind die menschlichen Wagenlenker nicht imstande, doch können sie zumindest den Kopf aus der Weltkugel hinausstrecken. So vermögen nicht nur die göttlichen, sondern auch die menschlichen Seelen das wahrzunehmen, was jenseits des Himmels ist: den „überhimmlischen Ort“, den kein Dichter jemals gebührend besingen kann. Er ist die Stätte des formlosen, den Sinnen unzugänglichen, rein geistigen Seins, das unwandelbar ist. Nur dieser Bereich – nicht die Welt der veränderlichen, vergänglichen Phänomene – ist im eigentlichen Sinn „seiend“. Dort sind die „platonischen Ideen“ zu finden, etwa die Ideen der Gerechtigkeit, der Besonnenheit und der Erkenntnis. Von der übersinnlichen Wahrnehmung dieser Wirklichkeit – Sokrates spricht metaphorisch von „Erblicken“ – nährt sich die Seele. Der überhimmlische Ort ist die „Weide“, von der sie die Nahrung aufnimmt, die ihrem Gefieder die benötigte Kraft verleiht. Bei der Auffahrt erweist sich aber die Mangelhaftigkeit des menschlichen Gespanns als großes Hindernis. Das störrische Pferd widersetzt sich, wenn es nicht gut dressiert ist, es drängt in eine falsche Richtung und bringt das Gespann in Verwirrung, sodass die Wahrnehmung des überhimmlischen Orts nur unzulänglich oder überhaupt nicht gelingt. Viele Gespanne behindern einander, die Pferde werden lahm oder das Gefieder zerbricht, bevor es zur „Schau“ des Seienden kommt. Der Ungehorsam des störrischen Pferdes und das Ungeschick des Wagenlenkers werden mancher Seele zum Verhängnis: Da sie die nährende Weide nicht erreichen kann, wird sie so geschwächt, dass sie ihr Gefieder verliert und zur Erde abstürzt.
Sokrates versichert, dass jede Seele, die im Gefolge eines Gottes etwas von der überhimmlischen Wirklichkeit gesehen hat, dadurch befähigt wird, unversehrt in der Götterwelt zu bleiben. Grundsätzlich ist es möglich, dass sie für immer in diesem Zustand verbleibt. Dies setzt allerdings voraus, dass sie den überhimmlischen Ort regelmäßig aufsucht, um dort durch das „Schauen“ die benötigte Nahrung aufzunehmen. Widerfährt ihr dabei unterwegs ein Missgeschick, so kann es geschehen, dass sie ihr Gefieder verliert und zur Erde fällt. Dort bleibt ihr das Dasein in menschlicher Gestalt nicht erspart. In den Körper ist sie dann eingesperrt wie eine Auster in die Schale. Damit beginnt im Rahmen der Seelenwanderung die Reihe ihrer Inkarnationen. Je nach ihrem Wissensstand und ihrem Verhalten fallen ihr bestimmte irdische Rollen zu, die sie nacheinander übernimmt, wobei sie auch eine gewisse Wahlmöglichkeit hat. Das Spektrum der möglichen menschlichen Lebensformen reicht vom Philosophen als höchster Form bis zum Tyrannen als niederster. Die zweitschlechteste menschliche Daseinsweise ist die des Sophisten oder Demagogen. Im Verlauf eines Seelenwanderungszyklus absolviert die gefallene Seele normalerweise zehn Inkarnationen, wobei sie je nach ihren Verdiensten oder Missetaten auf- oder absteigt. Es kann sogar vorkommen, dass sie in ein tierisches Leben gerät. Die zehn Inkarnationen erfolgen jeweils im Abstand von tausend Jahren; in den langen Zwischenzeiten halten sich die Seelen entweder in der Unterwelt oder in einem bestimmten Himmelsbereich auf. Somit dauert ein gewöhnlicher, aus zehn Leben bestehender Inkarnationszyklus zehntausend Jahre. Erst nach Ablauf des zehnten Jahrtausends wird die Seele wieder beflügelt und kann einen neuen Versuch unternehmen, den überhimmlischen Ort zu erreichen. Eine Ausnahme von dieser Gesetzmäßigkeit stellt allerdings das philosophische Leben dar. Der Philosoph ist stets dem Göttlichen zugewandt. Daher kann eine Seele, die dreimal hintereinander ein philosophisches Leben gewählt hat, schon nach drei Inkarnationen, also nach dreitausend Jahren, aus dem irdischen Exil zurückkehren.
Das neue Verständnis des Eros
Vor dem Hintergrund dieses Mythos deutet Sokrates nun die göttliche manía im Menschen. Fast alle überhimmlischen Vollkommenheiten – beispielsweise die Gerechtigkeit oder die Vernunft – sind abstrakt in dem Sinne, dass ihre irdischen Erscheinungsformen nicht anschaulich sind. Sie haben keine Korrelate im Bereich des bildhaft Wahrnehmbaren. Die einzige Ausnahme ist die Schönheit. Sie allein existiert sowohl – als platonische Idee der Schönheit – jenseits des Himmels als auch unter den sichtbaren irdischen Objekten. Daher kommt ihr eine Brückenfunktion zu: Der Anblick irdischer Schönheit, die ein Abglanz der überhimmlischen ist, erinnert die im Körper gefangene Seele an das, was sie einst am überhimmlischen Ort gesehen hat. Wenn diese Seele einen Menschen von gottähnlicher Schönheit erblickt, ist sie zunächst von dem Erlebnis erschüttert, ein Schauer ergreift sie. Dann beginnt sie die schöne Gestalt zu vergöttern. Durch solche Wahrnehmungen erwacht in der Seele die Sehnsucht nach der jenseitigen Welt. Das heißt in der bildlichen Sprache des Mythos, dass der Seele Flügel wachsen. Sie wird beschwingt und möchte wie ein Vogel emporfliegen. Dazu reicht allerdings die Kraft ihrer keimenden Flügel nicht aus. Das Keimen der Flügel wird nicht nur als freudiges Ereignis empfunden, sondern es erzeugt auch ein Unbehagen, ein Jucken wie beim Zahnen der Kinder. Außerdem ist die Getrenntheit vom sehnsüchtig Begehrten mit Schmerz verbunden. So gerät die vom Anblick der Schönheit berührte Seele in einen zwiespältigen Gemütszustand: Die gesehene Schönheit bereitet ihr eine einzigartige Freude, versetzt sie in höchste Erregung und lässt sie alles andere vergessen, aber die Begrenztheit ihres Zugangs zum Gegenstand ihrer Sehnsucht verwirrt und peinigt sie. Sie ist ratlos, die Erregung raubt ihr den Schlaf, sie benimmt sich wie wahnsinnig. Das ist der Zustand, den die Menschen Liebesleidenschaft nennen, die erotische manía. Der davon Ergriffene achtet nicht mehr auf das Schickliche und Standesgemäße, auf seinen Status und Besitz. Er ist auch bereit, das Leben eines Sklaven zu führen, wenn er nur in der Nähe des schönen Wesens bleiben kann, das er zum Gegenstand seiner Anbetung macht.
Die unterschiedlichen Wirkungen der erotischen Ergriffenheit
Ebenso wie die Götter sind die Menschen, die den einzelnen Gottheiten folgen, unterschiedlich veranlagt. Daher reagieren sie auf verschiedene Weise, wenn die Macht des Eros in ihr Leben einbricht. Wer beispielsweise von der Sinnesart des Göttervaters Zeus ist, der versucht seinem Geliebten zur Entwicklung königlicher Qualitäten zu verhelfen. Wer dem Kriegsgott Ares folgt, wird aggressiv, wenn er meint, dass ihm als Liebendem Unrecht geschieht. Die Erotiker versuchen, sowohl sich selbst als auch ihre Geliebten den Göttern so ähnlich wie möglich zu machen; der Eros spornt sie dazu an, nach Höherem zu streben. Allerdings bereitet der liebenden Seele die Verschiedenartigkeit ihrer beiden Pferde große Schwierigkeiten. Hier erläutert Sokrates, was er mit der Metapher des Pferdegespanns veranschaulichen möchte. Der Wagenlenker und die beiden Pferde stellen die drei Teile dar, aus denen die Seele besteht. Der Lenker ist die seelische Instanz, die den einzuschlagenden Weg wählt. Er fällt die Entscheidungen, von denen das künftige Schicksal der Seele abhängt, und hat dafür zu sorgen, dass die Pferde – die seelischen Antriebe – seine Anweisungen ausführen. Das gute, gehorsame Pferd ist der vernünftige Seelenteil, der erkennt, was wirklich das Beste für die Seele ist, und darauf hinstrebt. Das schlechte, störrische Pferd ist der vernunftlose, nur auf unmittelbare Bedürfnisbefriedigung abzielende Seelenteil, der blindlings auf sein Ziel losstürmt und damit die ganze Seele ins Verderben reißt, da ihm die Einsicht in die Folgen seines impulsiven Verhaltens fehlt. Das gute Pferd gehorcht willig, das schlechte muss mit Peitsche und Stachel gezähmt und gelenkt werden. Wenn es zwei erotisch Verbundenen gelingt, ihre widerspenstigen Pferde gut unter Kontrolle zu bringen, können sie miteinander ein glückseliges philosophisches Leben führen.
Konsequenzen
Phaidros ist von der Überzeugungskraft des Sokrates tief beeindruckt, er schätzt sie nun mehr als die des Lysias, seines bisherigen Vorbilds. Damit stellt sich die Frage nach einer Neubewertung der Tätigkeit des Lysias, der seinen Ruhm seiner Sprachgewalt verdankt. Im Licht der neuen Einsichten kann sein Werk als fragwürdig erscheinen, da sich seine Abwertung der Erotik als verfehlt erwiesen hat. Sokrates betont jedoch, dass das Verfassen rhetorischer Texte an und für sich nichts Schlechtes sein kann. Schimpflich ist nicht die Autoren- oder Rednertätigkeit als solche, sondern nur das Schreiben von Hässlichem. Somit kommt es darauf an, das „schöne“ Schreiben und Reden vom „hässlichen“ zu unterscheiden. Dieser Aufgabe will sich Sokrates nun zuwenden.

### Der Zikadenmythos
In der Mittagshitze singen die Zikaden über den Köpfen der beiden Diskutanten. Sokrates mahnt, man solle sich von diesem Naturgeräusch nicht einschläfern lassen. Er will unbeirrt mit der Untersuchung fortfahren, statt sich träge einem Mittagsschlaf hinzugeben. Einem Mythos zufolge, den Sokrates nun beiläufig erzählt, sind die Zikaden Nachkommen verzauberter Menschen. Als einst die Musen den Gesang in die Welt brachten, waren diese Menschen davon derart hingerissen, dass sie vor lauter Freude das Essen und Trinken vergaßen. So starben sie, ohne es zu bemerken. Darauf wurden sie in Zikaden verwandelt. Von den Musen haben die Zikaden die Fähigkeit erhalten, bis zum Ende ihres Lebens ohne Speise und Trank nur zu singen. Sie sind beauftragt, das Treiben der Menschen zu beobachten und den Musen zu melden, was die einzelnen Menschen in den Musenkünsten leisten. Auch darum soll man in der Mittagszeit beim Zikadengesang nicht einschlafen, sondern sich geistig betätigen.

### Die Aufgabe von Autoren und das Verhältnis der Sprachkunst zur Wahrheit
Für Phaidros, der von der Rhetorik fasziniert ist und selbst Reden schreibt, ist die Frage nach Sinn und Wert der Sprachkunst von großer Bedeutung. Hier stoßen zwei gegensätzliche Konzepte aufeinander. Nach der einen Vorstellung, einem sehr verbreiteten, rein pragmatischen Ansatz, hat sprachliche Kommunikation nur den Zweck, den Hörer oder Leser zu etwas zu überreden. Die Frage nach einer objektiven Wahrheit ist dabei belanglos; es geht nur darum, auf der Grundlage bereits bestehender Vorurteile die Meinungsbildung zu beeinflussen. Nach der gegenteiligen Auffassung, zu der sich Sokrates bekennt, muss man vor allem die Wahrheit über das, worüber man sich äußern will, kennen. Dagegen könnte allerdings eingewendet werden, die bloße Kenntnis der Wahrheit sei nutzlos, wenn die Fähigkeit zu kunstgerechter Überredung fehle. Damit stellt sich die Frage, ob die Rhetorik überhaupt eine „Kunst“ oder Technik (téchnē) – das heißt ein Fachgebiet, eine Wissenschaft – ist oder nur eine Routine ohne sachliche Begründung, ein auf Übung beruhendes unwissenschaftliches Verfahren. Wenn sie eine Technik ist, kann sie für beliebige Zwecke erfolgreich eingesetzt werden, unabhängig vom Wahrheitsgehalt der Meinung, für die der Redner jeweils eintritt. Tatsächlich weiß ein erfahrener Redner, wie man ein Gericht oder eine Volksversammlung von einem Standpunkt oder auch von dessen Gegenteil überzeugt. Hierzu macht Sokrates aber geltend, dass man dafür nicht nur rednerische Fertigkeiten benötige, sondern auch Sachkompetenz. Wenn man Zuhörer irreführen wolle, müsse man sie unbemerkt in kleinen Schritten vom Wahren zum Unwahren führen. Das setze voraus, dass der Redner die Wahrheit kenne. An der Wahrheit komme somit niemand vorbei, der etwas erreichen wolle. Das gilt nach Sokrates’ Verständnis nicht nur für öffentliche Reden, sondern generell für jede Situation, in der jemand versucht, andere oder jemand anders von etwas zu überzeugen, auch im privaten Bereich. Demnach ist Rhetorik „Seelenführung“ schlechthin, in der Volksrede ebenso wie in einem Gespräch unter vier Augen.
Hiervon ausgehend wendet sich Sokrates nun der Darlegung des Lysias und seinen eigenen konkurrierenden Ausführungen zu, um die Qualität dieser Texte beispielhaft zu untersuchen. Er bemängelt, Lysias habe es versäumt, seine Argumentation sinnvoll aufzubauen. Ein guter Text müsse ein organisches Ganzes bilden wie der Körper eines Lebewesens. Das sei bei dem Plädoyer des Lysias nicht der Fall, denn er sei nicht methodisch vorgegangen. Er selbst – Sokrates – hingegen habe seine Darlegungen folgerichtig strukturiert. Dabei sei er methodisch sauber verfahren, indem er zuerst den Gegenstand der Untersuchung definiert habe. Sokrates rekapituliert sein Vorgehen: Den Ausgangspunkt bildete die Bestimmung der erotischen Liebe als eine Art von manía. Es ergab sich eine Zweiteilung der manía, des Zustands ohne rationale Überlegung: Sie ist entweder Krankheit oder Ergriffenheit von einer göttlichen Macht. Bei der einen Art von erotischer manía handelt es sich um eine Gemütskrankheit, den Liebeswahn, dessen üble Folgen Sokrates in seiner ersten Rede beschrieben hat. Die andere Art ist der göttliche Enthusiasmus, der den Menschen aus seinen gewohnten Lebensverhältnissen entrückt. Dieses Phänomen war das Thema von Sokrates’ zweiter Rede. Wie auch immer man die einzelnen Argumente beurteilen mag, das analytische Vorgehen war jedenfalls methodisch korrekt. Analyse und Synthese bilden zusammen die Dialektik, die philosophische Untersuchungsmethode, die Sokrates propagiert. Die Synthese besteht in der korrekten Einordnung von Unterbegriffen (wie „Liebesleidenschaft“) unter einen Oberbegriff (hier manía), die Analyse erfolgt mittels Unterteilung (Dihairesis) des Oberbegriffs zwecks genauer Bestimmung des zu definierenden Unterbegriffs.
Anschließend befasst sich Sokrates auf ironische Weise mit den Regeln der Rhetorik, die ein handbuchmäßiges Wissen darstellen. Dabei kommt es ihm darauf an zu zeigen, dass die Kenntnis einzelner Kniffe und Techniken nutzlos ist, wenn man die dargelegten Einzelheiten nicht korrekt in den Gesamtzusammenhang einer objektiven Wahrheit einordnen kann. Wenn jemand als Lehrmeister der Medizin aufträte und erklären könnte, wie bestimmte Mittel im Körper wirken, aber nicht wüsste, wann, bei wem und in welcher Dosierung man sie einzusetzen hat, würde man ihn für verrückt halten. Ebenso wäre jemand einzuschätzen, der sich als Lehrer der Tragödiendichtung ausgäbe und wüsste, wie klagende, drohende oder furchterregende Äußerungen zu formulieren sind, aber nicht angeben könnte, wie man das aus den einzelnen Äußerungen zusammengesetzte Gesamtwerk zu einer Einheit gestaltet. Ein solcher Angeber würde sich vor wirklichen Dichtern wie Sophokles oder Euripides lächerlich machen. So ist auch jemand zu beurteilen, der einzelne rhetorische Mittel kennt und mit ihnen Textstücke verfasst, aber diese nicht zu einem durchdachten Ganzen verbinden kann. Er besitzt nur Vorkenntnisse. So wie ein Arzt zu wissen hat, was dem Körper zuträglich ist, muss ein Redner, der auf die Seelen seiner Hörer einwirkt, wissen, was Seelen fördert. Wenn die Rhetorik eine Wissenschaft ist, ist ihre Grundlage die Seelenkunde. Ein Rhetoriklehrer, der als Fachmann mit wissenschaftlichem Anspruch auftritt, muss nicht nur über die Natur der menschlichen Seele im Allgemeinen Bescheid wissen, sondern auch über die einzelnen Seelentypen, denen er jeweils seine Vorgehensweise anzupassen hat.

### Die Bewertung der Mündlichkeit und der Schriftlichkeit
Zuletzt schneidet Sokrates als weiteres Thema die Frage an, unter welchen Voraussetzungen eine schriftliche Wissensvermittlung angebracht ist. Hierzu erzählt er den Mythos von der Erfindung der Schrift durch den ägyptischen Gott Theuth. Theuth war der Begründer verschiedener Wissenszweige: Er erfand die Mathematik, die Astronomie und auch die Schrift. Ferner ersann er Brett- und Würfelspiele. Mit seinen Erfindungen begab er sich zu Thamus, dem König von Ägypten, um ihm und durch ihn dem Volk die entsprechenden Fertigkeiten beizubringen. Die Schrift pries er als Mittel zur Bewahrung von Wissen an. Thamus wollte aber nichts ungeprüft übernehmen. Hinsichtlich der Schrift zeigte er sich äußerst skeptisch. Er befürchtete, sie werde das Gedächtnis schwächen, da es durch schriftliche Aufzeichnungen aus der Übung komme. Außerdem sei die Schrift zur Vermittlung von Weisheit ungeeignet; dazu sei mündlicher Unterricht erforderlich. Als Leser bilde man sich ein, etwas begriffen zu haben, obwohl man es in Wirklichkeit nicht verstehe. Das führe zu einer verhängnisvollen falschen Selbsteinschätzung. Solchen Irrtümern könne nur ein Lehrer vorbeugen, der mündlich unterweise.
Hieran anknüpfend trägt Sokrates seine fundamentale Kritik an der schriftlichen Verbreitung von Wissen vor. Er meint, Geschriebenes sei nicht zur Wissensvermittlung geeignet, sondern nur als Gedächtnisstütze nützlich, wenn man den Inhalt bereits verstanden hat. Das Schreiben sei nur ein mangelhaftes Abbild des Redens. Der geschriebene Text scheine zu sprechen, aber in Wirklichkeit „schweige“ er, denn er könne weder Verständnisfragen beantworten noch sich gegen unberechtigte Kritik zur Wehr setzen. Auf die individuellen Bedürfnisse des Lesers könne er nicht wie ein Gesprächspartner eingehen. Weisheit lasse sich daher auf diesem Wege nicht vermitteln; nicht auf einem Beschreibstoff solle man sie aufzeichnen, sondern in der Seele des dafür empfänglichen Schülers. Dort solle der Lehrer den lebendigen Samen des Wissens aussäen wie ein guter Landwirt, der wisse, wo er zu säen habe. Dann werde der Schüler das, was er verstanden habe, auch vertreten, verteidigen und verbreiten können. Das Aufschreiben sei zwar nicht falsch, doch ein Philosoph betreibe es nur als nebensächliche, spielerische Betätigung. Seine wesentlichen Leistungen, bei denen es ihm ernst sei, vollbringe der Philosoph in der unmittelbaren Seelenführung. Sokrates drückt seine Hoffnung aus, dass der junge Isokrates, ein sehr talentierter Redner, den er Lysias vorzieht, den Weg zu einer in diesem Sinne aufgefassten Philosophie finden wird. Hier lässt Platon seinen Sokrates eine Erwartung aussprechen, die sich nicht erfüllt hat: Der historische Isokrates hat zwar – wie im Phaidros als Möglichkeit vorausgesagt – eine glanzvolle Tätigkeit als Rhetoriker entfaltet, aber das Philosophieverständnis Platons, mit dem er als Erzieher der Jugend rivalisierte, abgelehnt.
Abschließend, bevor die beiden Freunde aufbrechen, richtet Sokrates ein Gebet an Pan und die anderen Gottheiten des Ortes. Er bittet sie ihm zu helfen, innerlich schön zu werden und das Äußere mit dem Inneren in Einklang zu bringen.

## Philosophischer Gehalt
In der philosophiegeschichtlichen Forschung sind vier Aspekte des Dialogs auf besonderes Interesse gestoßen: erstens Platons im Vergleich mit dem frühen Dialog Gorgias anscheinend positivere und differenziertere Beurteilung der Rhetorik; zweitens die Frage, wie radikal seine Kritik an der Schriftlichkeit ist und welche Konsequenzen sie für sein Verhältnis zu seinen eigenen Werken hat; drittens das im Mythos dargelegte Konzept einer dreiteiligen Seele; viertens das Spannungsverhältnis zwischen dem sokratisch-platonischen Rationalismus und der positiven Bewertung irrationaler Zustände im Phaidros.
Die philosophische Bewertung der Rhetorik
Die Rhetorik, die Platons Sokrates verwirft, ist die in Athen damals übliche der Volks- und Gerichtsredner; diejenige, die er gutheißt, entspricht im Wesentlichen dem Verfahren bei einer philosophischen Untersuchung. Er betont die Notwendigkeit, dass der Sprecher jeweils die spezifische seelische Beschaffenheit der einzelnen Hörer kennt und berücksichtigt. Daraus ist ersichtlich, dass es ihm nicht um öffentliche Reden vor einem größeren Publikum geht, sondern um Dialoge unter vier Augen oder in einem kleinen Kreis. Für Volks- oder Gerichtsreden kommt die von ihm empfohlene Vorgehensweise kaum in Betracht. Somit bedeutet die im Phaidros positivere Beurteilung des Überzeugens mit rhetorischen Mitteln keine Abkehr von der im Gorgias geübten Kritik an der Tätigkeit der athenischen Redner. Gebilligt wird die Überzeugungskunst hier nur unter der Voraussetzung, dass sie auf philosophische Weise und zu philosophischen Zwecken eingesetzt wird. Platons Sokrates verwendet selbst rhetorische Mittel, um auf das Gemüt seines Gesprächspartners einzuwirken. Das Ziel seiner Bemühungen ist, Phaidros dazu anzuregen, sich der Ideenwelt zuzuwenden.
Die Tragweite der Schriftkritik
Bei der Interpretation der Schriftkritik stellt sich die Frage, ob oder inwieweit Platon damit seine eigene schriftstellerische Tätigkeit und den philosophischen Gehalt seiner Werke abwertet. Daneben wird in der Forschung – teils mit großer Schärfe – kontrovers diskutiert, ob Platons Betonung der Überlegenheit mündlicher Vermittlung von philosophischem Wissen als Hinweis auf seine „ungeschriebene Lehre“ (Prinzipienlehre) zu verstehen ist. Hier geht es insbesondere um das Urteil von Platons Sokrates, wer nichts „Wertvolleres“ (timiōtera) habe als schriftliche Texte, an deren Formulierung er lange gefeilt hat, der sei kein Philosoph, sondern nur Autor. Das „Wertvollere“ – die Deutung dieser Stelle ist sehr umstritten – wird von Forschern der „Tübinger und Mailänder Platonschule“ (Konrad Gaiser, Hans Joachim Krämer, Thomas A. Szlezák, Giovanni Reale) als Hinweis auf die ungeschriebene Lehre aufgefasst. Als Wortführer der Gegenseite ist im deutschen Sprachraum Ernst Heitsch hervorgetreten, der einen Bezug der Phaidros-Stelle auf prinzipiell nur mündlich darzustellende Inhalte vehement bestreitet. Seine dezidierte Stellungnahme hat zu einer mit Heftigkeit ausgetragenen Kontroverse zwischen ihm und Szlezák geführt. Gegen die Deutung der Schriftkritik des Phaidros im Sinne des „Tübinger Paradigmas“ wenden sich auch Wolfgang Wieland, Wilfried Kühn und Margherita Isnardi Parente. Rafael Ferber meint, die Schriftkritik im Phaidros betreffe nicht die Schrift als solche, sondern nur die schriftliche Publikation für weitere Kreise. Der Grund, aus dem Platon seine „ungeschriebene Lehre“ nicht schriftlich fixierte, sei nicht die Mangelhaftigkeit der Schriftlichkeit, sondern der Umstand, dass diese Lehre seinem eigenen Anspruch an Wissenschaftlichkeit nicht genügt habe. Bedeutsam ist der Umstand, dass Lysias seinen Text schriftlich aufgezeichnet und lange daran gearbeitet hat, während Sokrates seine beiden Reden, die besser durchdacht sind, aus dem Stegreif vorträgt. Damit will Platon den höheren Rang freien Sprechens illustrieren. Sokrates beherrscht die Thematik souverän, daher kann er improvisieren und bedarf keiner schriftlichen Konstruktion eines sprachlichen Kunstwerks.
Eine weitere Forschungsdebatte dreht sich um die Konsequenzen, die Platon aus seiner Betonung des Werts des mündlichen gemeinsamen Philosophierens zieht. Hierbei geht es um die Frage, ob der mündliche Dialog nicht nur für die Wissensvermittlung, sondern auch für die philosophische Forschung – also für jede Art philosophischer Betätigung – die angemessene Vorgehensweise ist.
Die Deutung der platonischen Seelenlehre
Anlass zu umfangreichen Forschungsdiskussionen hat die im Phaidros dargelegte Seelenlehre gegeben. Hierbei geht es um die Frage nach einer Entwicklung in Platons Seelenverständnis. Im Dialog Phaidon, der als Frühwerk gilt und jedenfalls vor dem Phaidros entstanden ist, wird die Seele als einfach und einheitlich beschrieben. Ihre Natur ist durch ihre Erkenntnisfähigkeit bestimmt; irrationale mentale Vorgänge werden auf den Einfluss des Körpers, in dem sie sich zeitweilig aufhält, zurückgeführt. Im Mythos des Phaidros hingegen wird die Quelle des Irrationalen in die Seele selbst verlegt. Diese wird als dreiteilig dargestellt, wobei ein Teil, das „schlechte Pferd“, durch seine üble Veranlagung die Missgeschicke der Gesamtseele verschuldet und sie auf Irrwege führt. Abhilfe kann nur eine strenge Disziplinierung des minderwertigen Seelenteils schaffen. Das Modell einer dreigeteilten Seele, das die in ihr wirkenden irrationalen und schädlichen Kräfte erklären soll, hat Platon schon früher in seinem großen Dialog Politeia dargelegt. Im Phaidros greift er offenbar auf das dort vorgestellte Konzept zurück. Die Annahme eines von Natur aus – nicht durch die Einwirkung des Körpers und der Materie – minderwertigen Seelenteils wirft eine Fülle von Fragen auf, die in der Forschungsliteratur erörtert werden. Wenn der minderwertige Teil, wie im Mythos vorausgesetzt wird, unsterblich ist, muss er ursprünglich Bestandteil eines harmonisch strukturierten Ganzen gewesen sein, da der ursprüngliche Zustand der Seele optimal war. Dann kann die Verschlechterung dieses Zustands und der Absturz der Seele nicht auf einen Konflikt zwischen einander widerstreitenden Seelenteilen zurückgeführt werden; vielmehr bedarf die Möglichkeit der Entstehung eines solchen Konflikts einer Erklärung. Problematisch ist auch der Umstand, dass das störrische Pferd nicht durch philosophische Überzeugungsarbeit zu richtigem Verhalten bewogen werden kann, sondern gewaltsam gebändigt werden muss. Ein weiteres Problem ist die Frage, wie die Selbstbewegung der Seele, die eine Veränderung darstellt, mit ihrer Unwandelbarkeit zu vereinbaren ist.
Platons Einschätzung des Irrationalen und die Frage der Lehrentwicklung
Trotz des konsequenten Rationalismus, zu dem sich Platons Sokrates in den Dialogen zu bekennen pflegt, lobt er im Phaidros den irrationalen Zustand einer von den Göttern gewollten manía. Er billigt dort nicht nur bestimmte Erscheinungsformen der manía, sondern fasst die erotische Ergriffenheit sogar als göttliche Gabe auf, die man als Philosoph benötige, um sein Ziel zu erreichen. Dieser Gegensatz hat in der Forschung zu unterschiedlichen Deutungen des Verhältnisses zwischen dem Rationalen und dem Irrationalen in Platons Philosophie Anlass gegeben. Die Wertschätzung des Irrationalen wird teils relativiert oder als nicht ernst gemeint aufgefasst, teils betont und als paradox betrachtet. Oft zitiert wird die Bemerkung von Gregory Vlastos, es sei ein in der Forschung zu wenig beachtetes Paradox, dass der „Ultrarationalist“ Platon den Eros als Form von manía eingestuft und diese „Verrücktheit“ eng mit der Philosophie verknüpft habe.
Eine Erklärungsmöglichkeit besteht in der Annahme, Platon habe anfänglich einen radikalen Rationalismus vertreten und ihn später abgeschwächt oder modifiziert. Martha Nussbaum nimmt eine deutliche Meinungsänderung Platons in der philosophischen Einschätzung des erotischen Begehrens, der manía und der Dichtkunst an. Im Phaidros vertrete er zu Grundfragen dieser Themenbereiche Positionen, die mit denen in früheren Dialogen unvereinbar seien. In der ersten Rede des Sokrates seien Auffassungen dargelegt, die Platons früheren, nun widerrufenen Positionen entsprächen. Die Kritik daran, die Platons Sokrates in seiner zweiten Rede übt, sei eine Selbstkritik des Autors. Der Phaidros biete eine grundlegende Neubewertung des Irrationalen, das nunmehr unter bestimmten Voraussetzungen als hilfreich und ehrenhaft gewürdigt werde. Die erotische manía werde hier sogar als notwendige Bedingung für wichtige Einsichten dargestellt. Damit bekennt sich Nussbaum in der umstrittenen Frage, ob oder inwieweit eine Entwicklung von Platons Lehre erkennbar ist, zur Entwicklungshypothese, das heißt zu einer „revisionistischen“ Platon-Interpretation. Unter „Revisionismus“ versteht man die Annahme eines gravierenden Meinungswandels des Philosophen. In der intensiven, anhaltenden Forschungsdebatte über die Frage einer Lehrentwicklung stehen „revisionistische“ Sichtweisen „unitarischen“ gegenüber. „Unitarier“ nennt man die Philosophiehistoriker, die meinen, Platon habe in Kernfragen seiner Philosophie durchgängig eine kohärente Lehre vertreten. Nussbaums Interpretation ist umstritten; Christopher Rowe hat sie einer eingehenden Kritik unterzogen.

## Entstehung

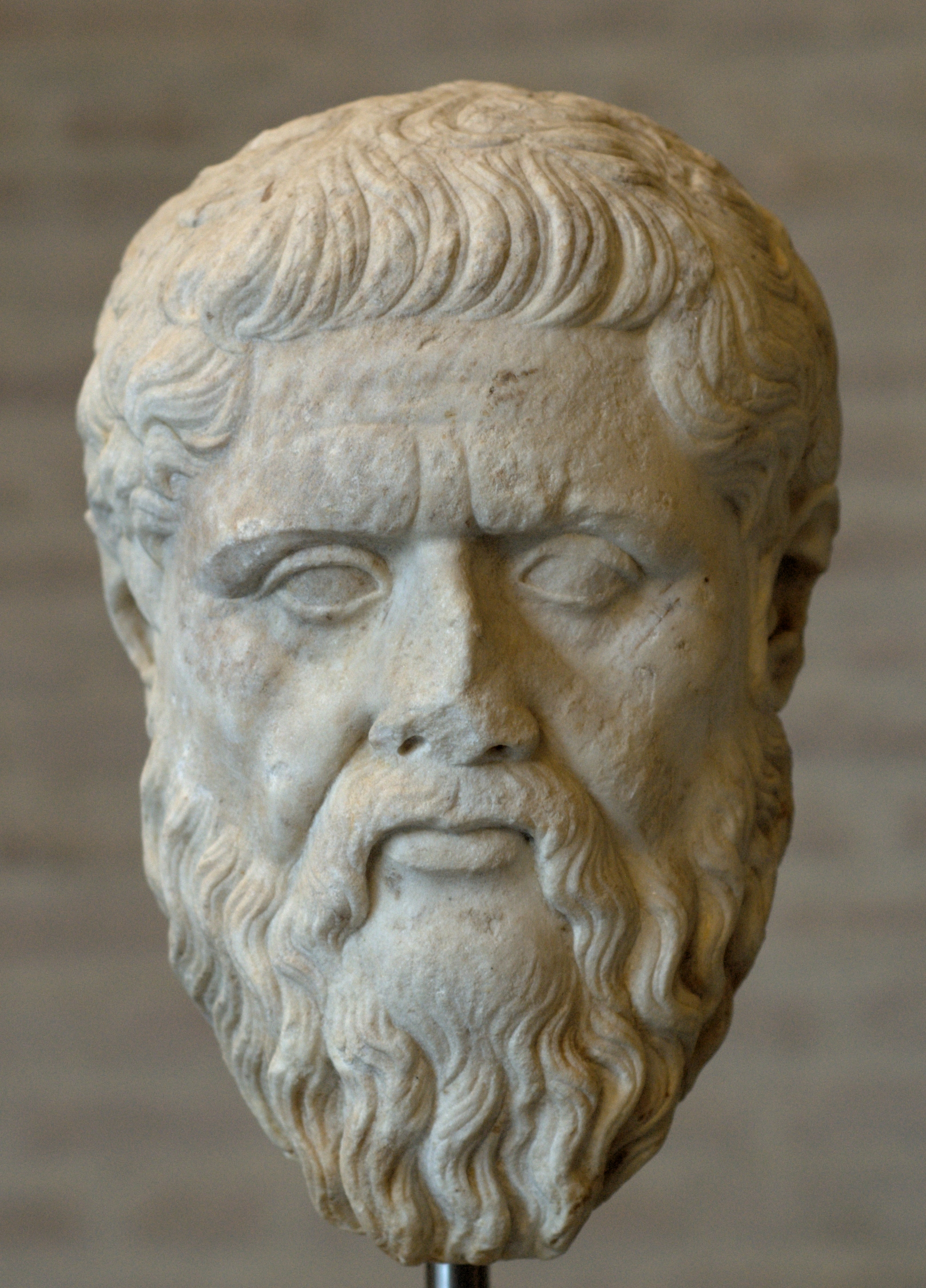
Platon (römische Kopie des griechischen Platonporträts des Silanion, Glyptothek München)

In der Antike war die Ansicht verbreitet, der Phaidros sei Platons erstes Werk. Noch im 19. Jahrhundert hatte die Frühdatierung einflussreiche Befürworter. Der Platon-Übersetzer Friedrich Schleiermacher glaubte, es handle sich um den ersten Dialog des Philosophen. In der neueren Forschung wird die Schrift aber überwiegend viel später eingeordnet. Man setzt sie jetzt gewöhnlich in Platons mittlere Schaffensperiode, meist an deren Ende, oder stellt sie gar unter die Spätwerke. Für die Einordnung in die letzte Phase der mittleren Zeit sprechen sowohl sprachstatistische als auch inhaltliche Anhaltspunkte. Der Phaidros scheint Ausführungen in der Politeia vorauszusetzen. Die Abfassung wird gewöhnlich in die Zeit um 370 v. Chr. oder in die 360er Jahre gesetzt. Holger Thesleff vermutet, Platon habe schon in den 380er Jahren oder noch früher eine kürzere Urfassung erstellt und den Dialog dann in den 360er Jahren überarbeitet und erweitert.

## Textüberlieferung

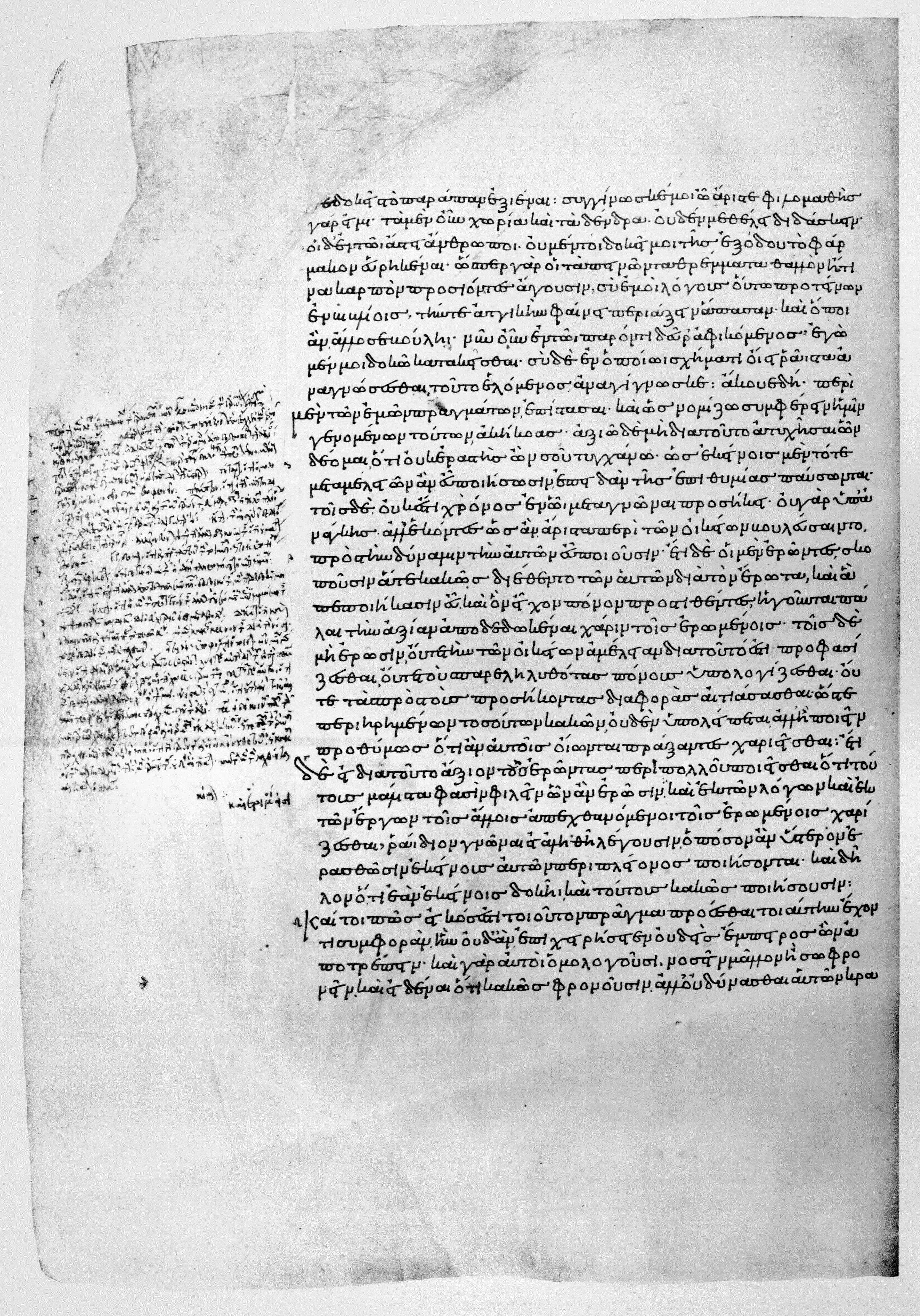
Randbemerkungen auf einer Seite der ältesten mittelalterlichen Phaidros-Handschrift, des Codex Clarkianus (Oxford, Bodleian Library, Clarke 39)

Die direkte antike Textüberlieferung besteht aus einigen Papyrus-Fragmenten aus dem 2. und dem 3. Jahrhundert. Diese Überlieferung bietet manche für die Textkritik relevante Lesarten. Die älteste erhaltene mittelalterliche Phaidros-Handschrift wurde im Jahr 895 im Byzantinischen Reich für Arethas von Caesarea angefertigt. Die mittelalterlichen Textzeugen tragen großenteils den Alternativtitel Über das Schöne.

## Rezeption
Der Phaidros gilt als einer der bedeutendsten Dialoge Platons, jedenfalls ist er einer der am intensivsten rezipierten. Vor allem der Mythos vom Seelenwagen hat stark nachgewirkt.

### Antike
In der Antike wurde der Phaidros eifrig gelesen. Eine Fülle von Zitaten und Anspielungen in Werken unterschiedlicher Literaturgattungen lässt erkennen, dass der Dialog den Gebildeten geläufig war. Neben Philosophen interessierten sich besonders Rhetoriker und Grammatiker dafür. In Rhetorikabhandlungen wurde Platons Schrift häufig herangezogen. Auch in der Dichtung und in belletristischer Prosa wurden Motive aus dem Dialog aufgegriffen. Besonders beliebte Motive waren die Platane, in deren Schatten Sokrates und Phaidros rasteten, der Zikadengesang und der Zug der göttlichen und menschlichen Seelengespanne durch den Himmel.
Vom 4. bis zum 1. Jahrhundert v. Chr.
Platons Schüler Aristoteles knüpfte in seiner Rhetorik an einzelne Überlegungen zur Redekunst im Phaidros an, ging aber nicht von dem dort vorgetragenen Konzept einer philosophischen Rhetorik aus. Sein Rhetorikverständnis zeigt nur wenig Übereinstimmung mit dem platonischen. Der Philosoph Dikaiarchos, ein Schüler des Aristoteles, tadelte den Stil des Phaidros, da er schwülstig sei. Ihm missfiel das dichterische Pathos Platons in diesem Werk.
Der einflussreiche Philosoph Poseidonios, der im 1. Jahrhundert v. Chr. lehrte, befasste sich mit dem Unsterblichkeitsbeweis im Phaidros. Er meinte, der Beweis beziehe sich nicht auf jede einzelne Seele, sondern auf die Weltseele. Mit dieser Sichtweise folgte Poseidonios der stoischen Seelenlehre.
Cicero interessierte sich sehr für Platons Seelenlehre und deren mythische Darstellung und zog in diesem Zusammenhang neben der Politeia und dem Phaidon auch den Phaidros heran. Er zitierte aus dem Jenseitsmythos des Phaidros sowohl in seinen Tusculanae disputationes als auch im Somnium Scipionis, einer Erzählung, die im sechsten Buch seines Werks De re publica enthalten ist. Im Somnium Scipionis trägt der ältere Scipio Africanus ein Argument für die Unsterblichkeit der Seele vor, das eine fast wörtliche Übersetzung von Sokrates’ Argument aus dem Phaidros darstellt. In Ciceros Dialog De oratore zeigen die Gestaltung der Szenerie und manche Einzelheiten Anklänge an den Phaidros. Auch andere Werke Ciceros, darunter sein Dialog De legibus, lassen den Einfluss des Phaidros erkennen.
In der Tetralogienordnung der Werke Platons, die anscheinend im 1. Jahrhundert v. Chr. eingeführt wurde, gehört der Phaidros zur dritten Tetralogie.
Der Rhetor und Literaturkritiker Dionysios von Halikarnassos nahm kritisch zur literarischen Qualität des Phaidros Stellung. Er vermerkte zwar lobend, das Werk zeige viel natürlichen Charme und der Anfang sei reizvoll und anmutig, doch rügte er, Platon sei in poetische Geschmacklosigkeit abgeglitten, stellenweise habe er bloßes Wortgeklingel hervorgebracht und sich weitschweifig ausgedrückt.
Vom 1. bis zum 3. Jahrhundert n. Chr.
Der Philosophiegeschichtsschreiber Diogenes Laertios zählte den Phaidros zu den „ethischen“ Schriften und gab als Alternativtitel „Über den Eros“ an. Dabei berief er sich auf eine heute verlorene Schrift des Gelehrten Thrasyllos († 36).
Der jüdische Platoniker Philon von Alexandria übernahm in seiner Schrift Über die Erschaffung der Welt (De opificio mundi) Elemente des im Phaidros dargestellten Jenseitsmythos. An zahlreichen Stellen seiner Werke streute er Anspielungen auf den Mythos ein. Das Motiv der Himmelsreise der Seele beeindruckte ihn stark.
Der Stoiker Herakleitos, ein scharfer Kritiker Platons, entrüstete sich in seiner Schrift Homerische Fragen (Quaestiones Homericae) über den homoerotischen Aspekt des Phaidros. Außerdem behauptete Herakleitos, Platon habe die Lehre von der dreiteiligen Seele nicht selbst ersonnen, sondern aus den Versen Homers abgeleitet.
Der Geschichtsschreiber und Philosoph Plutarch, der sich zur Tradition des Platonismus bekannte, bemerkte beiläufig, die Argumentation für die Unsterblichkeit der Seele im Phaidros sei allgemein geläufig. In Plutarchs Dialog Amatorius ist der Einfluss des Phaidros inhaltlich und sprachlich stark spürbar. Sein Zeitgenosse Dion Chrysostomos, ein bedeutender Rhetor, verwertete in zwei Reden Motive aus dem Dialog.
Der berühmte Grammatiker und Rhetoriker Marcus Cornelius Fronto schrieb im Jahr 139 dem damals noch jungen späteren Kaiser Mark Aurel einen Brief über den Eros in griechischer Sprache, mit dem er an die Reden im Phaidros anknüpfte. Mark Aurel antwortete mit einem lateinischen Brief, in dem er einerseits seinen Zweifel an der Historizität des Phaidros ausdrückte, andererseits das Verhältnis zwischen Sokrates und Phaidros mit seiner Beziehung zu Fronto verglich.
Der Rhetoriker und Sophist Aelius Aristides verfasste drei Reden, in denen er sich mit Platons Gorgias auseinandersetzte. Die erste schrieb er in den 140er Jahren; sie diente der Verteidigung der Rhetorik gegen Platons im Gorgias vorgetragene Kritik. Zu diesem Zweck spielte er den Phaidros gegen den Gorgias aus.

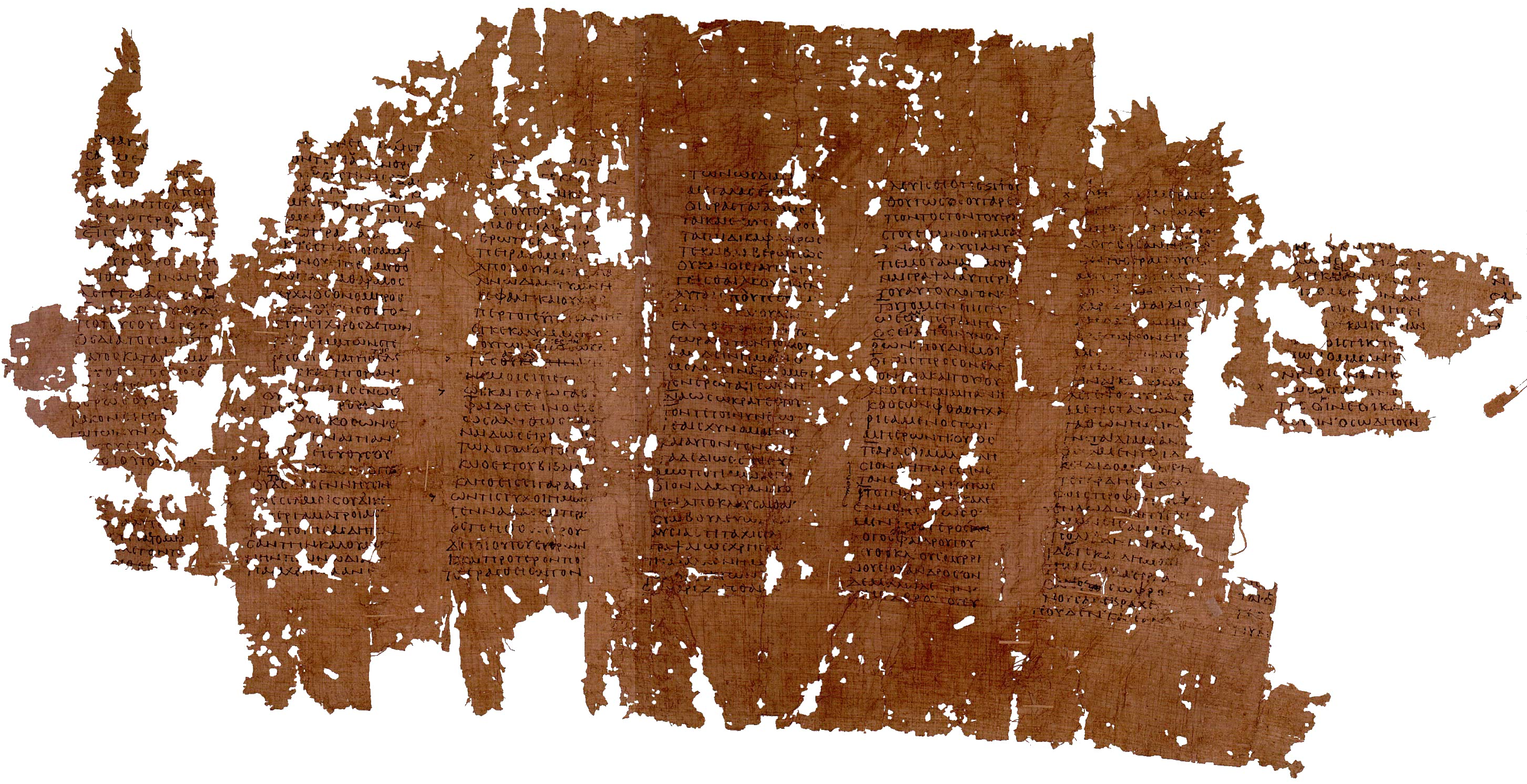
Fragment des Phaidros auf einem Papyrus aus dem 2. Jahrhundert (P. Oxy. XVII 2102)

Bei den Platonikern war der Phaidros in der Zeit des Mittelplatonismus in manchen Philosophenschulen Anfangslektüre, wohl wegen seines protreptischen (für die Philosophie werbenden) Charakters und vermutlich auch weil er als Platons erster Dialog galt. Die Mittelplatoniker entnahmen dem Dialog gern Zitate oder spielten auf einzelne Stellen an. Ihr besonderes Interesse galt den seelenkundlichen Ausführungen. Die mittelplatonische Kommentierung setzte aber anscheinend erst in der zweiten Hälfte des 2. Jahrhunderts ein. Der erste Mittelplatoniker, der einen Phaidros-Kommentar verfasste, war Attikos. Harpokration von Argos, ein Schüler des Attikos, behandelte den Phaidros in seinem 24 Bücher umfassenden, nur fragmentarisch überlieferten Kommentar zu den Werken Platons (Hypómnēma eis Plátōna). Der römische Schriftsteller Apuleius, der als Philosoph zu den Mittelplatonikern zählte, knüpfte mit seinen Ausführungen über die unsichtbaren Götter an den Jenseitsmythos des Phaidros an. Der im späten 2. Jahrhundert lebende Mittelplatoniker Maximos von Tyros, ein namhafter Redner, nahm in seinen Vorträgen (dialéxeis) mehrfach auf die Himmelsreise der Seele Bezug.
Auch christliche Schriftsteller kannten und schätzten den Dialog. Im 2. Jahrhundert behauptete der Apologet Athenagoras von Athen, der im Phaidros als Anführer der Seelenfahrt genannte Zeus sei in Wirklichkeit der (christliche) Schöpfergott; Platon habe den Schöpfer gemeint und den aus der Mythologie geläufigen Namen Zeus nur verwendet, weil dies die damals übliche Bezeichnung für Gott gewesen sei. Ein vorzüglicher Kenner des Phaidros war der namhafte Theologe Clemens von Alexandria, bei dem der Einfluss von Platons Schrift vielfach erkennbar ist. Der Kirchenschriftsteller Origenes, dessen Denkweise stark vom Platonismus geprägt war, meinte, Platons Darstellung der Himmelsreise sei göttlich inspiriert.
Plotin († 270), der Begründer des Neuplatonismus, stützte sich bei der Darlegung seiner Metaphysik und Seelenlehre auf den Jenseitsmythos des Phaidros, den er im Sinne seines Weltbilds auslegte. Insbesondere griff er auf die Metapher von der Entfiederung der Seele zurück, um deren Abstieg in die Welt der Körper zu veranschaulichen. Auf die Unterscheidung zwischen dem Himmel und dem überhimmlischen Ort nahm er dabei aber nicht Bezug. Die mythische Vorstellung vom Seelenabsturz gestaltete er um, da er keine vollständige Trennung der Seele von ihrer jenseitigen Heimat annahm, sondern der Überzeugung war, ein Teil von ihr bleibe stets dort. Diesen Teil – das Geistige in der Seele – identifizierte er mit dem Haupt des Wagenlenkers im Phaidros, das über den Himmel emporragt. Das Erblicken des überhimmlischen Orts ist bei Plotin für den geistigen Seelenteil kein zeitweiliges Erlebnis, sondern ein ewiger Zustand. Nur das Nichtgeistige in der Seele stürze ab und gelange in die materielle Welt.
Der angesehene Philologe Longinos († 272) befasste sich kritisch mit der literarischen Qualität des Phaidros. Er hielt die Rede von Platons Lysias für ein echtes Werk des Redenschreibers, das dem konkurrierenden Text von Platons Sokrates als rhetorische Leistung überlegen sei. Longinos betrachtete Lysias als vorbildlichen Musterautor. Mit diesem Urteil stand er offenbar nicht allein. Eine Reihe von Kritikern des Phaidros, deren Werke heute verloren sind und von denen nicht einmal ihre Namen überliefert sind, dachten ähnlich. Sie stellten sich auf die Seite des Lysias, den Platon als inkompetent verleumdet habe und gegen den er auf streitsüchtige Weise aufgetreten sei. Platons erhabener Stil wurde als hochtrabend kritisiert; er habe sich einer geschmacklosen, geschwollenen und auf unangebrachte Weise dichterischen Sprache bedient. Der nüchterne Stil des Lysias bilde dazu einen erfreulichen Kontrast.
Spätantike
In der Spätantike war der Neuplatonismus die vorherrschende philosophische Strömung. Der erste Neuplatoniker, der – soweit bekannt – den Phaidros kommentierte, war Iamblichos († um 320/325). Von seinem Kommentar sind nur wenige Fragmente erhalten geblieben. Iamblichos, der eine sehr einflussreiche Schulrichtung begründete, behandelte den Phaidros nicht im Anfängerunterricht. Er sah darin einen nur für fortgeschrittenere Schüler geeigneten Stoff, einen „betrachtenden“ Dialog über ein theologisches Thema. Wie aus einem überlieferten Fragment seines Kommentars ersichtlich ist, war Iamblichos der Ansicht, die irrationale Seele sei nicht imstande, sich aus eigener Kraft zu bewegen, denn er meinte, sie sei nur ein Instrument der Vernunftseele. Den mythischen Wagenlenker Zeus identifizierte er mit dem überweltlichen Demiurgen (Weltschöpfer). Den Zikaden-Mythos deutete Iamblichos allegorisch: Mit den menschlichen Vorfahren der Zikaden seien nichtinkarnierte, also freie Seelen gemeint, die sich in der intelligiblen Welt aufgehalten hätten. Später, nach ihrem Abstieg in die Welt der materiellen Körper, hätten diese Seelen die Nahrungsaufnahme verweigert, das heißt, sie hätten die Welt der Sinneswahrnehmung abgelehnt. So seien sie gestorben und in ihre jenseitige Heimat zurückgekehrt.
Auch zwei namhafte Leiter (Scholarchen) der neuplatonischen Philosophenschule von Athen, Syrianos († um 437) und Proklos († 485), legten den Phaidros im Unterricht aus. Syrianos trug seine Interpretation vielleicht nur mündlich vor, Proklos verfasste einen heute verlorenen Kommentar. Von Syrianos’ Behandlung des Dialogs vermittelt der auf seinem Unterricht basierende Phaidros-Kommentar seines Schülers Hermeias (Hermias) von Alexandria einen Eindruck. Proklos ging auch im vierten Buch seiner Schrift Platonische Theologie (Peri tēs kata Plátōna theologías) auf den Jenseitsmythos des Phaidros ein und deutete ihn im Sinne der neuplatonischen Metaphysik.
Einen starken Widerhall fand im spätantiken Neuplatonismus die im Phaidros erhobene Forderung, ein guter Text müsse wie der Körper eines Lebewesens komponiert sein, also möglichst dem Ideal des harmonischen Zusammenstimmens der Teile eines Ganzen entsprechen. Aus dieser Forderung ergab sich das Kriterium, nach dem die Qualität eines literarischen oder philosophischen Werks beurteilt wurde. Auch in dieser Hinsicht galten Platons Dialoge als vorbildlich.
Der einzige antike Phaidros-Kommentar, der vollständig erhalten geblieben ist, ist der des Hermeias von Alexandria. Die Forschung geht mehrheitlich davon aus, dass Hermeias darin kaum eigene Ansichten mitteilt; vielmehr handle es sich um eine Aufzeichnung aus dem Unterricht seines Lehrers Syrianos, die somit nur dessen Phaidros-Kommentierung wiedergebe. Allerdings meint eine Minderheit, die Abhängigkeit von Syrianos sei geringer, als traditionell angenommen wird. Der Kommentar ist stark von der Auslegungsmethode des Iamblichos beeinflusst, besonders hinsichtlich des Bestrebens, metaphysische Hintergründe aufzuzeigen. Die Entscheidung zwischen allegorischer und wörtlicher Auslegung einer Textstelle wird von der Abwägung der jeweiligen Umstände abhängig gemacht. An Platons Forderung anknüpfend, dass jeder Text so wie der Körper eines Lebewesens stimmig aufgebaut sein muss, betont Hermeias, der Phaidros sei auf ein einziges Ziel (skopós) hin konzipiert, welches daher für die Auslegung der überall maßgebliche Gesichtspunkt sein müsse. Dieses dominierende Thema sei „das Schöne in jedem Sinne“. Dabei beruft sich Hermeias auf Iamblichos. Sokrates wird als ein Botschafter aus einer göttlichen Welt dargestellt, der herabgesandt worden sei, um die gefallenen Seelen der Menschen zu erlösen. Demnach gehört er nicht zu den durch Verlust ihres Gefieders abgestürzten Seelen, sondern hat das menschliche Leben freiwillig auf sich genommen. Hermeias verteidigt Platons Stil gegen die Vorwürfe nicht namentlich genannter Literaturkritiker, die ihn als hochtrabend und unangemessen bemängelt hatten. Die überlieferten Scholien zum Phaidros fußen großenteils auf dem Kommentar des Hermeias.
Damaskios († nach 538), der letzte Scholarch der neuplatonischen Schule in Athen, hat den Phaidros in seinem Unterricht behandelt und möglicherweise einen Kommentar zu dem Werk geschrieben.
Auch außerhalb der neuplatonischen Philosophenschulen wurde Platons Dialog von spätantiken Gebildeten rezipiert. Der Kirchenvater Ambrosius von Mailand griff in seiner um 391 abgefassten Schrift De Isaac vel anima die Metapher von der Himmelsreise des Seelenwagens auf und wandelte sie in seinem Sinne ab. Bei ihm hat die Seele gute Pferde, die Tugenden, und schlechte, die Leidenschaften des Leibes. Die guten müssen angetrieben, die schlechten gezügelt und zurückgehalten werden. Die guten Pferde fliegen voran, steigen zum Himmel hinauf und heben die Seele empor. Der rechte Wagenlenker ist Christus. Der Philosoph Macrobius ging in seinem Kommentar zu Ciceros Somnium Scipionis auf das im Phaidros vorgebrachte und von Cicero übernommene Argument für die Unsterblichkeit der Seele ein und versuchte die gegenteilige Auffassung des Aristoteles zu widerlegen. Er wies ausdrücklich auf die Herkunft des Gedankens aus dem Phaidros hin. Der Gelehrte Calcidius zitierte dieses berühmte Argument in seinem lateinischen Timaios-Kommentar mit Angabe des Phaidros als Quelle.

### Mittelalter und Frühe Neuzeit

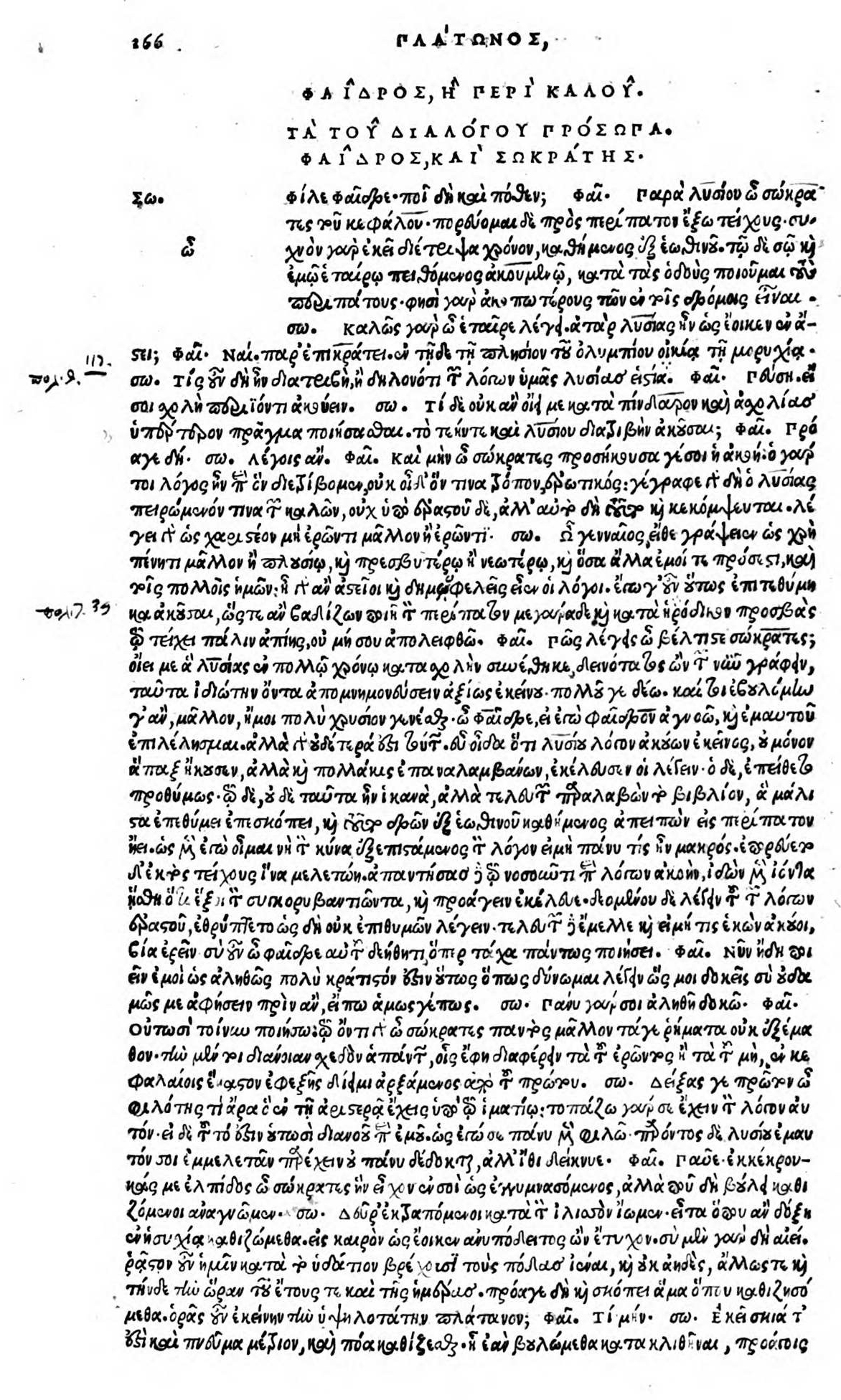
Der Anfang des Phaidros in der Erstausgabe, Venedig 1513

Im Mittelalter war der Phaidros bei den lateinischsprachigen Gelehrten des Westens unbekannt. Allerdings kannte man das Argument für die Unsterblichkeit der Seele aus den außerordentlich einflussreichen Schriften des Macrobius und des Calcidius, wo der Phaidros als Quelle genannt wird.
Für eine direkte Rezeption im arabischsprachigen Raum gibt es keinen Beleg. Im Byzantinischen Reich hingegen fand der Dialog einige Beachtung. Im 11. Jahrhundert setzte sich der byzantinische Gelehrte Michael Psellos mit der Phaidros-Kritik des Longinos auseinander, die er scharf zurückwies. Psellos machte sich Platons in dem Dialog formuliertes Ziel einer idealen Verbindung von Philosophie und Rhetorik zu eigen. Er meinte, Platon sei der einzige Mensch, der sich jemals sowohl in philosophischer als auch in rhetorischer Hinsicht auf höchstem Niveau bewegt habe. Longinos’ Urteil, die Rede des Lysias sei der Replik des Sokrates überlegen, sei lachhaft. Offenbar hielt Psellos die Rede für einen authentischen Text des Lysias. Platons positive Einschätzung der göttlichen manía teilte Psellos allerdings nicht.
Im Westen wurde der Phaidros im Zeitalter des Renaissance-Humanismus wiederentdeckt, als 1423 Humanisten eine byzantinische Handschrift nach Italien brachten. Im folgenden Jahr vollendete der italienische Humanist und Staatsmann Leonardo Bruni eine lateinische Übersetzung. Sie umfasste allerdings nur den ersten Teil des Werks (bis zum Beginn der Auseinandersetzung mit der Rhetorik). Bruni vertuschte die homoerotischen Aussagen, denn als Christ missbilligte er sie. Von Platons Konzept der göttlichen Inspiration war er beeindruckt, hinsichtlich der manía stimmte er ihm zu. Auch in der Folgezeit erregte die Homoerotik des Dialogs Anstoß. Der scharf antiplatonisch eingestellte Humanist Georgios Trapezuntios geißelte dieses „sokratische Laster“ in seiner Kampfschrift Comparatio philosophorum Platonis et Aristotelis (Vergleich der Philosophen Platon und Aristoteles). Der Platoniker Bessarion antwortete mit einer vehementen Entgegnung, der 1469 veröffentlichten Schrift In calumniatorem Platonis (Gegen den Verleumder Platons). Er argumentierte, Platon habe die Liebe als reinigende Macht dargestellt, nicht unter sexuellem Gesichtspunkt.
Der Humanist Marsilio Ficino fertigte eine neue lateinische Übersetzung des Dialogs an, die erste, die gedruckt wurde. Er veröffentlichte sie 1484 in Florenz in der Gesamtausgabe seiner Platon-Übersetzungen. Außerdem übersetzte er den Phaidros-Kommentar des Hermeias paraphrasierend ins Lateinische und verfasste einen eigenen Kommentar zu Platons Werk. Ficino übernahm die unzutreffende antike Ansicht, der Phaidros sei die erste Schrift des Philosophen. Vom passagenweise poetischen Stil des Dialogs war er begeistert. Im Sinne der neuplatonischen Tradition, an die er anknüpfte, betrachtete er den Phaidros als theologisches Werk. Zwischen Platons Darstellung der Schicksale der Seele und der christlichen Heilsgeschichte stellte er einen Einklang her. Nach seiner Auslegung des Mythos symbolisiert der Lenker des Seelenwagens den wahrhaft befreiten und damit vergöttlichten Menschen. Zeus, der Anführer der himmlischen Seelenfahrt, steht nach dem Verständnis des Humanisten unter theologischem Gesichtspunkt für den Erlöser Christus.
Die Erstausgabe des griechischen Textes erschien im September 1513 in Venedig bei Aldo Manuzio als Teil der ersten Gesamtausgabe der Werke Platons. Der Herausgeber war Markos Musuros. 1544 veröffentlichte Felice Figliucci in Rom eine italienische Übersetzung, die auf Ficinos lateinischem Text basierte. Im 16. Jahrhundert zählte der Phaidros zu den beliebtesten antiken Texten. In Frankreich waren in der Liebesdichtung und in Liebestraktaten Motive und Gedanken aus dem Dialog geläufig. Besonders verbreitet war das Motiv der Seelenflügel, die unter der Einwirkung des Eros wachsen. Auch die Darstellung der verschiedenen Formen von manía (französisch fureur) im Phaidros machte starken Eindruck. In der Liebestheorie von Symphorien Champier († 1538) spielte die erzieherische Funktion des Eros eine wichtige Rolle; Champier griff Platons Forderung auf, dass der Liebende die geliebte Person besser machen soll.
Friedrich Hölderlin war vom Gedankengut des Phaidros beeinflusst. 1794 arbeitete er an einem Aufsatz „über die ästhetischen Ideen“, in dem er die Stelle aus dem Dialog kommentieren wollte, wo Sokrates darlegt, inwiefern das Verhältnis zwischen Idee und Erscheinung im Fall der Schönheit einzigartig ist. Ob Hölderlin sein Vorhaben verwirklichte, ist unbekannt. In seinen Anmerkungen zur Antigonae schrieb er, dass „heiliger Wahnsinn höchste menschliche Erscheinung, und hier mehr Seele als Sprache“ sei. Damit knüpfte er an das Konzept der manía in Platons Dialog an.
Johann Gottfried Herder schätzte den Phaidros. 1800 zitierte er in seiner kunsttheoretischen Schrift Kalligone das Schlussgebet des Sokrates aus dem Dialog und bemerkte dazu: „Immer, ihr Freunde, soll uns (...) Sokrates Gebet (...) unser Gebet bleiben.“

### Moderne
Die moderne Phaidros-Rezeption war anfangs stark von der Vorstellung beherrscht, es handle sich um ein Jugendwerk, das am Anfang von Platons schriftstellerischer Tätigkeit stehe und als Einleitung in dessen Werke zu betrachten sei. Daher wurde sowohl die literarische Qualität als auch der philosophische Gehalt unter diesem Gesichtspunkt beurteilt. Seit sich im Lauf des 19. Jahrhunderts die Spätdatierung durchgesetzt hat, hat sich die Einschätzung von Stil und Inhalt beträchtlich geändert.
Philosophische Rezeption bis zur Mitte des 20. Jahrhunderts
Georg Wilhelm Friedrich Hegel befasste sich in seinen Vorlesungen über die Geschichte der Philosophie eingehend mit dem Phaidros. Zur manía bemerkte er: „Das Wahre ist hier in der Weise des Gefühls“. Damit mache man Willkür zur Bestimmung des Wahren. Der wahrhafte Inhalt sei nicht durch das Gefühl gegeben. Zwar müsse auch der höchste Inhalt im Gefühl sein, doch sei dies nicht „die wahrhafte Weise des Wahren“, denn das Gefühl sei das ganz subjektive Bewusstsein. Am Jenseitsmythos bemängelte Hegel, dass es dort „etwas bunt und inkonsequent“ hergehe. Die Himmelsreise der Seele und ihr Sturz sei als gleichnishafte Vorstellung aufzufassen. Das Wahre daran ist nach Hegels Verständnis, dass „das Bewusstsein an ihm selbst in der Vernunft das göttliche Wesen und Leben ist; dass der Mensch im reinen Gedanken es anschaut und erkennt“. In diesem Erkennen bestehe der himmlische Aufenthalt und die Bewegung der Seele.
Der Neukantianer Paul Natorp befand 1903, der Phaidros mache zunächst einen berückenden und fast berauschenden Eindruck, erweise sich aber bei näherer Betrachtung als ungewöhnlich schwierig und verwickelt. Platon habe hier das Motiv der Philosophie als Liebeskunst in aller Konsequenz durchgeführt. Problematisch sei, dass der Phaidros keinen „ausreichenden Schutz“ gegen die „Gefahr der Transzendenz“ biete. Der „rein logische Sinn“ der im Mythos dargestellten Ideenschau könne in nichts anderem gesucht werden als „in der reinen Ablösung des im Denken und ursprünglich durchs Denken gesetzten Inhalts“. Dadurch werde bekräftigt, dass der Begriff nicht nur Instrument zur Bearbeitung anderweitig gegebener Vorstellungen sei, sondern als reine eigene Schöpfung des Denkens Objekt einer eigenen Wissenschaft sei, und zwar der einzigen reinen Art von Wissenschaft oder Erkenntnis.
Nicolai Hartmann ging 1909 auf die Ideenschau ein, wobei er den Aspekt der „Aktivität oder Spontaneität“ hervorhob. Die Einheit des Begriffs sei nicht den Dingen abzulesen, sondern stehe ihnen als ein Anderes gegenüber und müsse daher in sie hineingeschaut werden. Hartmann betonte, dass das im Phaidros behandelte Schauen der Idee nicht als passives Wahrnehmen zu verstehen sei, sondern eine Leistung darstelle. Es werde etwas erschaut, was außerhalb des Schauens selbst nichts sei, und dieses Erschaute sei die gesuchte Einheit des Begriffs. Das Schauen sei als ein „Zusammenschauen“ zu verstehen, das in seiner Tätigkeit die Einheit erzeuge. Der Mythos von der Schau des Ewigen berge Gedanken von seltener Tiefe. Er erzähle vom Sein der Idee „mit der ganzen Naivität freier Phantasie“: Es werde wie etwas Selbstverständliches hingestellt, obwohl darin die größte Schwierigkeit bestehe.
Martin Heidegger befasste sich mit dem Phaidros in seiner Vorlesung über den Dialog Sophistes, die er im Wintersemester 1924/25 in Marburg hielt, sowie in seiner Freiburger Vorlesung Nietzsche: Der Wille zur Macht als Kunst im Wintersemester 1936/37. Er meinte, Platon wolle in dem Dialog keine Psychologie – auch keine metaphysische – geben, sondern die Grundbestimmung der Existenz des Menschen herausstellen, „und zwar das Dasein des Menschen gesehen in seinem Grundverhältnis zum Seienden schlechthin“. Die Liebe, von der sein Sokrates spreche, sei nichts anderes als der Drang zum Sein selbst. Es gehe um die Leidenschaft zur Selbsterkenntnis, um den Logos als rechtes „Sich-Aussprechen“, das für Sokrates ein rechtes „Sich-selbst-dabei-Aufdecken“ sei. Platons Interesse am „Reden“ beschränke sich nicht auf die Rhetorik und deren Möglichkeiten, sondern stelle eine Angelegenheit der Existenz des Menschen selbst dar. Unter diesem Gesichtspunkt sei die Schriftkritik als Skepsis Platons gegenüber einem bestimmten Logos zu deuten. Sie betreffe einen isoliert vollzogenen „freischwebenden“ Logos, der Geschwätz sei. Für Heidegger ist dieser Logos dasjenige im Sein des Menschen, „was ihm die Möglichkeit, die Sachen zu sehen, verstellt“. Dadurch werde der Mensch vom Zugang zum Seienden ferngehalten. Das Schöne werde im Phaidros im Umkreis der Frage nach dem Verhältnis des Menschen zum Sein überhaupt erörtert. Dabei gehe es um den Gegensatz zwischen dem „Seinsblick“, dem Blick auf das Sein, und der „Seinsvergessenheit“ im Alltag der meisten Menschen, denen das Sein verborgen sei und die sich daher nur mit einem Anschein davon befassten. Das Schöne komme uns „im sinnlichen Leuchten“ entgegen und entrücke uns „fortziehend in das Blicken auf das Sein“. Damit ermögliche es die Rückgewinnung und Bewahrung des Seinsblicks. Das Verhältnis von Schönheit und Wahrheit sei dadurch bestimmt, dass die Wahrheit die Unverborgenheit des Seienden sei, das heißt das Seiende in seiner Unverborgenheit. Der Seinsblick sei die Eröffnung des Verborgenen zum Unverborgenen, das Grundverhältnis zum Wahren.
Philosophische Rezeption seit der Mitte des 20. Jahrhunderts
Im philosophischen Diskurs seit der Mitte des 20. Jahrhunderts hat der Phaidros hauptsächlich wegen Platons Überlegungen zur schriftlichen und mündlichen Kommunikation Beachtung gefunden. Die Schriftkritik hat in Zusammenhang mit der Kritik am „Logozentrismus“ neue Aktualität gewonnen. Vereinzelt sind auch Ausführungen von Platons Sokrates zu anderen Themen als anregend gewürdigt worden.
Karl Jaspers befand im 1957 erschienenen ersten Band seines Werks Die großen Philosophen, der Phaidros sei unter Platons Schriften einzigartig, ein Alterswerk „von jugendlicher Lebendigkeit und vollendeter Reife des Philosophierens“. Josef Pieper publizierte 1962 seine essayistische Schrift Begeisterung und göttlicher Wahnsinn, eine Interpretation des Phaidros. Er fand in dem Dialog „viel an Aufschluß, an Antwort, an Erhellung der menschlichen Realität“; bei bedachtsamem Lesen könne man Einsicht in „einige fundamentale Existenz-Sachverhalte“ gewinnen.
Hans-Georg Gadamer äußerte in seinem 1983 veröffentlichten Aufsatz Unterwegs zur Schrift? Verständnis für die Kritik der Schriftlichkeit im Phaidros. Dieses Werk stelle sich „der Selbstverständlichkeit des Übergangs von kunstvoller Rede zu kunstvoller Schrift machtvoll in den Weg“. Darin liege „ein radikales Bekenntnis zum Dialog und zum inneren Dialog der wahrheitssuchenden Seele, den wir ‚Denken‘ nennen“. Damit verwerfe Platon aber nicht generell die Erfindung und den Gebrauch der Schrift, sondern nur ihren Missbrauch und die Verführung, die in schriftlicher Fixierung von Reden und Gedanken gelegen sei. Er wende sich gegen den „Verfall in den Dogmatismus der Schriftlichkeit“. Für Gadamer trifft Platons Behauptung zu, dass „die Philosophie nicht in Texten ihre Dauer hat, sondern dass Texte nur Erinnerungsmittel sein können, das heißt: für Wissende“.
Emmanuel Lévinas nahm bei seiner intensiven Beschäftigung mit Platons Denken besonders häufig auf den Phaidros Bezug. Sein Interesse galt insbesondere der Thematik des Eros als einer Macht, die den Menschen aus dem gewohnten Bezugsrahmen seiner sonstigen Erfahrungen hinausführt. Lévinas legte Gewicht auf die Unterscheidung zwischen einem erfüllbaren Bedürfnis und einem unstillbaren, sich zunehmend vertiefenden Begehren. Das Begehren richtet sich auf den Anderen, der dem erlebenden Subjekt als etwas Fremdes begegnet. Die Andersheit hat zur Folge, dass die Begegnung zwischen dem Subjekt und dem Anderen stets durch ein asymmetrisches Verhältnis zwischen ihnen bestimmt ist. Lévinas fand im Phaidros Ansatzpunkte zu seinem Konzept von Asymmetrie. In Anbetracht der radikalen, prinzipiellen Andersheit des Anderen hatte er Verständnis für Platons Kritik an der Schriftlichkeit. Die Begegnung mit dem Anderen in dessen Andersheit, um die es Lévinas geht, vollzieht sich von Angesicht zu Angesicht, also jenseits schriftlicher Kommunikation. Die lebendige Rede ist unmittelbarer und für Lévinas wesentlicher als jede festgeschriebene Aussage.
Unter den Denkern, die sich seit der Mitte des 20. Jahrhunderts mit dem Phaidros auseinandergesetzt haben, hat Jacques Derrida mit seiner Schrift La pharmacie de Platon (1968) die stärkste Wirkung erzielt. Im Mittelpunkt seiner Überlegungen steht Platons Kritik an der Schriftlichkeit und deren Darstellung im Theuth-Mythos. Mit „Pharmazie“ ist die „Verwaltung des pharmakon, der Droge“ – des Heilmittels und/oder des Giftes – gemeint. Damit bezieht sich Derrida auf eine Bemerkung von Platons Sokrates, der den von Phaidros mitgebrachten Text des Lysias mit einer Droge vergleicht. Derrida untersucht die Verknüpfung von Schrift und pharmakon. Er thematisiert, Platons Gedankengänge aus seiner Perspektive nachvollziehend, die „Un-Wahrheit“ der Schrift. Diese sei nicht so aufzufassen, dass die Schrift durch ihr Wesen mit der Nicht-Wahrheit vermischt sei. Vielmehr habe die Schrift kein Wesen, keinen eigenen Wert, sei er positiv oder negativ; sie spiele sich im Trugbild ab. Die Schrift „ahmt in ihrem Typos das Gedächtnis, das Wissen, die Wahrheit etc. nach“. Nach Derridas Interpretation ist die Schlussfolgerung des Phaidros weniger eine Verdammung der Schrift im Namen des gegenwärtigen Sprechens als die Bevorzugung einer Schrift gegenüber einer anderen. Bevorzugt werde eine fruchtbare Spur gegenüber einer sterilen, ein zeugungsfähiger, weil im Drinnen abgelegter Samen gegenüber einem im Draußen in reinem Verlust vergeudeten. Dieses Schema, die Unterscheidung einer „guten“ (natürlichen, lebendigen, wissenden, intelligiblen, innerlichen, sprechenden) Schrift von einer „schlechten“ (künstlichen, todgeweihten, unwissenden, sinnlichen, äußerlichen, stummen) Schrift beherrsche die gesamte abendländische Philosophie. Dabei könne aber die gute Schrift nur in der Metapher der schlechten bezeichnet werden, die schlechte sei für die gute „gleichsam ein Vorbild sprachlicher Bezeichnung“. Wenn das Netzwerk der Gegensätze von Prädikaten, welche eine Schrift auf die andere beziehen, alle begrifflichen Gegensätze des Platonismus – der dominanten Struktur der Geschichte der Metaphysik – enthalte, dann könne man sagen, dass sich die Philosophie im Spiel zweier Schriften abgespielt habe.
Derridas Analyse des Gedankenguts des Phaidros und sein neuartiger Umgang mit den darin enthaltenen Herausforderungen hat vielfältigen Widerhall gefunden. Auf seinen Ansatz geht eine Fülle weiterführender Überlegungen zurück.
Literarische Aspekte
In literarischer Hinsicht hat der Phaidros in der Moderne viel Anerkennung gefunden. Schon Friedrich Schleiermacher nannte ihn 1804 ein schönes und geistvolles Werk und verteidigte ihn gegen den Vorwurf mangelnder Einheit der Komposition. Ulrich von Wilamowitz-Moellendorff sah im Phaidros einen Höhepunkt von Platons Schaffen, entstanden in einem glücklichen Moment, „wo all dies, was in seiner Seele war, in eins zusammenschoß, in ein Gefühl zugleich und ein Wissen“. „Freudigkeit, Wohlgefühl, Befriedigung durchzieht das Ganze“; das sei in keinem anderen Werk des Philosophen zu spüren. Daher gab Wilamowitz dem Kapitel seiner großen Platon-Monographie, in dem er den Phaidros behandelte, den Titel „Ein glücklicher Sommertag“. Es sei ein wunderbares Werk; „bei jedem neuen Lesen entdeckt man neue Wunder“. Kurt Hildebrandt hielt den Phaidros für Platons dichterischstes Werk, dessen Gliederung erst verständlich werde, wenn man „vom menschlich-dichterischen Erleben“ ausgehe. Werner Jaeger meinte, der Phaidros zeige Platons tiefe Einsichten in das Wesen der literarischen Komposition. Von seiner souveränen Stellungnahme zur Festlegung von Gedanken durch das geschriebene Wort sei auch seine eigene literarische Schöpfertätigkeit voll betroffen. Die nachträgliche Abstandnahme vom gesamten eigenen schriftstellerischen Werk lasse seine Größe erkennen.
Auch in neuerer Zeit wird Platons schriftstellerische Leistung gepriesen. Ernst Heitsch sieht Platon bei der Abfassung des Phaidros „auf dem Gipfel seines literarischen Könnens“. Michael Erler nennt den Dialog ein „kunstvoll gestaltetes Meisterwerk von großer thematischer und stilistischer Vielfalt“.
Daneben sind seit dem 19. Jahrhundert auch kritische Stimmen laut geworden. Vernichtend fiel das Urteil von Friedrich Nietzsche aus. Er bezeichnete den Phaidros als „übervoll, gedunsen, phantastisch noch in der Manier“. Manche Philologen lobten einzelne Aspekte und tadelten andere. So hielt Eduard Norden die Komposition des Phaidros für verfehlt, schätzte aber die zweite Rede des Sokrates sehr. Sie sei „der denkbar großartigste Prosahymnus“. Dazu bemerkte Norden: „(...) der lyrische Schwung der Gedanken rafft alles mit sich in die Sphäre, wo das Geschlecht der Götter und das selige Schauen ist.“ Darin zeige sich die höchste Kunst Platons als Schriftsteller. Zwiespältig äußerte sich auch Olof Gigon: Die äußere Szenerie sei zwar schön gestaltet, doch fehle dem Dialog die innere Geschlossenheit. Es handle sich um ein zutiefst unruhiges, unausgeglichenes Werk und die Lektüre sei beschwerlich. Allerdings fand Gigon darin auch eine Fülle von Stellen, die „an dichterischer Kraft zum Vollkommensten gehören, was Platon geschrieben hat“.
Die philologische Erforschung des Phaidros hat sich erst in der zweiten Hälfte des 20. Jahrhunderts intensiviert. Noch 1955 bezeichnete ihn der Gräzist Willem J. Verdenius als „eines der Stiefkinder der klassischen Philologie“.
Die Frage nach der „Einheit“ des Phaidros wird oft erörtert und unterschiedlich beantwortet. Im Dialog lässt Platon seinen Sokrates die Forderung erheben, ein gelungener Text müsse ebenso wie der Körper eines Lebewesens so strukturiert sein, dass er eine organische Ganzheit bilde. Die Teile müssten gut aufeinander abgestimmt sein. Umstritten ist, ob Platon selbst mit dem Phaidros diesem Anspruch gerecht wird. Darüber gehen die Meinungen weit auseinander. Kritiker betrachten das Werk als disparat, da ein innerer Zusammenhang zwischen dem ersten, vom Eros und von der Seele handelnden Teil und dem zweiten, der Rhetoriktheorie gewidmeten Teil nicht ersichtlich sei. Hinzu kommt ein Stilwechsel beim Übergang vom ersten zum zweiten Teil. Zu den namhaften Befürwortern der Einheit zählt Martin Heidegger, der besonders dezidiert zu dieser Frage Stellung genommen hat. Für ihn ist der Inhalt des Dialogs „kein wirres Vielerlei“, sondern eine Fülle, die in einer einzigartigen Weise gestaltet ist, „so dass dieses Gespräch nach allen wesentlichen Hinsichten als das vollendetste angesprochen werden muss“.
Kontrovers diskutiert wird schon seit dem frühen 19. Jahrhundert die Frage nach dem Autor des „Erotikos“, der Rede, die Phaidros vorliest. Strittig ist, ob es sich um einen authentischen Text des Lysias handelt, den Platon in seinen Dialog eingefügt hat, oder um eine von Platon stammende Nachahmung von Lysias’ Ausdrucks- und Argumentationsweise. Unzweifelhaft ist die enge Verwandtschaft der Rede mit echten Werken des Lysias, die sich sowohl im Stil und Wortschatz als auch in der Gedankenführung zeigt. Die Frage bleibt weiterhin offen.
In der literaturgeschichtlichen Forschung findet die Darstellung der idyllischen Szenerie am Flussufer besondere Beachtung. Die anmutige Naturschönheit, die Platon beschreibt, ist durch topische Merkmale charakterisiert, die in der europäischen Belletristik feste Bestandteile der Vorstellung von einem lieblichen Ort (locus amoenus) wurden. Die Hingabe an Sinneseindrücke aus der Natur und deren Schilderung in enthusiastischem Ton wird in der Forschung als auffällig und interpretationsbedürftig eingeschätzt, da sie Platons Denkweise eigentlich fremd ist. Verfehlt wäre eine Deutung im Sinne eines romantischen Naturgefühls. Michael Erler und Holger Thesleff meinen, die Natur werde im Phaidros eher als hinderlich und verführerisch wahrgenommen. Herwig Görgemanns stellt fest, die Naturszenerie bilde nicht nur einen stimmungsvollen Hintergrund, sondern trage zur Gedankenentwicklung des Dialogs bei. Manche Assoziationen seien naheliegend, doch die für einzelne Motive vorgeschlagenen symbolischen Deutungen seien teils spekulativ und problematisch.
Rhetoriktheorie
In der modernen rhetoriktheoretischen Literatur wird der Phaidros unterschiedlich beurteilt. 1953 publizierte der in Chicago lehrende Anglist Richard M. Weaver seine Schrift The Ethics of Rhetoric, in der er ausführlich auf den Phaidros einging, dem er zeitlose Relevanz attestierte. Weaver legte ein an Platons Gedankengut anknüpfendes Konzept vor, das in der Fachwelt ein sehr gespaltenes Echo fand. Um die Mitte des 20. Jahrhunderts vertrat eine Reihe von Kommunikationswissenschaftlern unter dem Eindruck von Karl Poppers Kritik an Platons politischer Haltung die Ansicht, das Rhetorikkonzept des antiken Philosophen sei totalitär und daher für den modernen Diskurs nicht relevant; eher sei bei Aristoteles ein fruchtbarer Ansatz zu finden. Unabhängig davon beurteilten manche Rhetoriktheoretiker des 20. Jahrhunderts den Phaidros sehr kritisch, da Platon an die von ihm befürwortete philosophisch orientierte Rhetorik unrealistische, unerfüllbare Erwartungen stelle. Dies laufe darauf hinaus, die Rhetorik zu eliminieren und sie durch die philosophische Wahrheitssuche zu ersetzen. Zu den im neueren Fachdiskurs diskutierten Themen gehören die Relevanz von Platons Dialektik für die Rhetoriktheorie und die Frage, ob Platon überhaupt als Rhetoriktheoretiker zu betrachten ist. Erörtert wird auch das Konzept von Platons Sokrates, nach dem unter Rhetorik die Überzeugungskunst oder Seelenführung schlechthin zu verstehen ist, also nicht nur der Spezialfall des Auftretens vor einem Publikum.
Belletristik
Der englische Schriftsteller Edward Bulwer-Lytton verstand seinen 1842 geschriebenen Roman Zanoni als Allegorie auf eine zentrale Phaidros-Stelle. Er zitierte im Vorwort die dort genannten vier Arten der Mania (Musik, Mystik, Prophetie, Liebe) und erklärte dazu in einem (wohl fiktiven) Gespräch über das vorliegende Werk: „Das ist das Motto für Ihr Buch, die Thesis für Ihr Thema.“
Thomas Mann entwickelte in seiner 1912 veröffentlichten Novelle Der Tod in Venedig eine Psychologie der Liebe, mit der er einen Gedanken aus der zweiten Rede des Sokrates im Phaidros aufgriff: Das Schicksal des Liebenden hängt davon ab, welchen Gott er charakterbedingt nachahmt.
1922 erschien der Roman Jacob’s Room von Virginia Woolf. Der Protagonist Jacob Flanders zieht sich auf der Suche nach einem ganzheitlichen Weltbild in sein Zimmer zurück. Dort liest er Werke der klassischen Literatur, die ihm eine Alternative zur modernen Zivilisation bietet. Die nächtliche Lektüre des Phaidros, den er sehr schwierig findet, beeindruckt ihn stark. Er findet darin eine unbeirrbare Kraft, die vorandrängt und, wie er meint, seit Platons Zeit die Dunkelheit vor sich hertreibt. Dieser Bewegung schließt sich Jacob im Geiste an. Lesend marschiert er mit und wird so, wie ihm scheint, selbst ein Teil der Kraft Platons.
In dem Roman Stefan Rott oder Das Jahr der Entscheidung (1931) von Max Brod ist der Titelheld, ein Prager Gymnasiast und begeisterter Bewunderer Platons, besonders vom Phaidros tief beeindruckt.

## Ausgaben und Übersetzungen
Ausgaben (teilweise mit Übersetzung)
- Wolfgang Buchwald: Platon: Phaidros. Heimeran, München 1964 (mit Übersetzung)
- Gunther Eigler (Hrsg.): Platon: Werke in acht Bänden, Bd. 5, 4. Auflage. Wissenschaftliche Buchgesellschaft, Darmstadt 2005, ISBN 3-534-19095-5 (Abdruck der kritischen Ausgabe von Léon Robin; daneben die deutsche Übersetzung von Friedrich Schleiermacher, 2., verbesserte Auflage, Berlin 1817)
- Léon Robin, Claudio Moreschini, Paul Vicaire (Hrsg.): Platon: Œuvres complètes, Bd. 4, Teil 3: Phèdre. Les Belles Lettres, Paris 1985, ISBN 2-251-00379-7 (kritische Edition von Moreschini, Einleitung von Robin, Übersetzung von Vicaire)
- Harvey Yunis (Hrsg.): Plato: Phaedrus. Cambridge University Press, Cambridge 2011, ISBN 978-0-521-61259-3 (kritische Edition mit Kommentar)

Übersetzungen
- Ludwig Georgii: Phaidros. In: Erich Loewenthal (Hrsg.): Platon: Sämtliche Werke in drei Bänden, Bd. 2, unveränderter Nachdruck der 8., durchgesehenen Auflage, Wissenschaftliche Buchgesellschaft, Darmstadt 2004, ISBN 3-534-17918-8, S. 409–481
- Ernst Heitsch: Platon: Phaidros. Übersetzung und Kommentar (= Platon: Werke. Übersetzung und Kommentar, hrsg. von Ernst Heitsch und Carl Werner Müller, Bd. III 4). 2., erweiterte Auflage, Vandenhoeck & Ruprecht, Göttingen 1997, ISBN 3-525-30437-4
- Kurt Hildebrandt: Platon: Phaidros oder Vom Schönen. Reclam, Stuttgart 2012 (Nachdruck der Ausgabe von 1957), ISBN 978-3-15-005789-6
- Arthur Hübscher: Platon: Phaidros oder Vom Schönen. 2. Auflage, Piper, München/Zürich 1989, ISBN 3-492-10952-7
- Constantin Ritter: Platons Dialog Phaidros. In: Otto Apelt (Hrsg.): Platon: Sämtliche Dialoge, Bd. 2, Meiner, Hamburg 2004, ISBN 3-7873-1156-4 (mit Einleitung und Erläuterungen; Nachdruck der 2., durchgesehenen Auflage, Leipzig 1922)
- Rudolf Rufener: Platon: Meisterdialoge (= Jubiläumsausgabe sämtlicher Werke, Bd. 3). Artemis, Zürich/München 1974, ISBN 3-7608-3640-2, S. 183–267 (mit Einleitung von Olof Gigon S. LX–LXXXVI)